# Atombombenabwürfe auf Hiroshima und Nagasaki

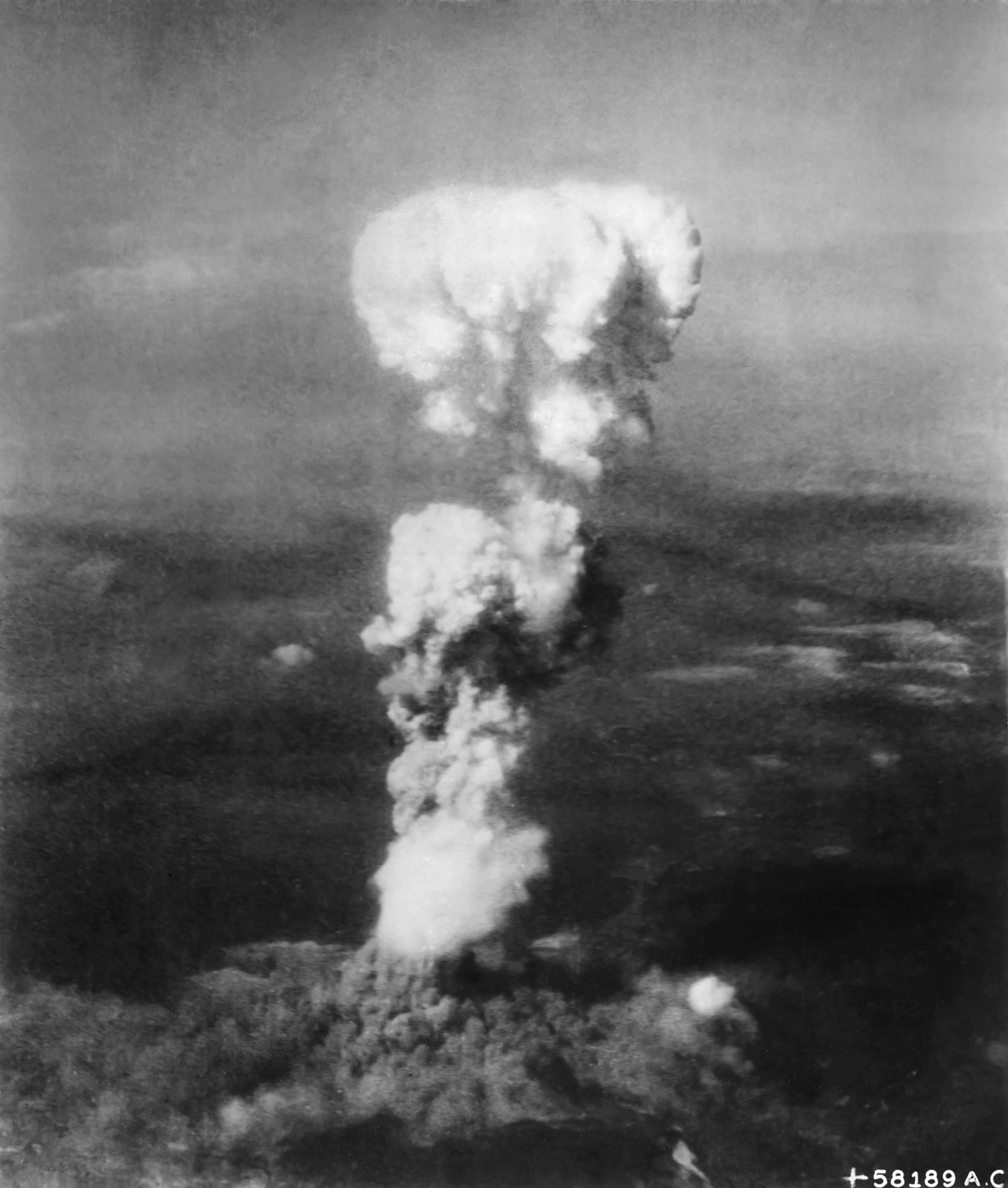
Atompilz von „Little Boy“ über Hiroshima (6. August 1945)

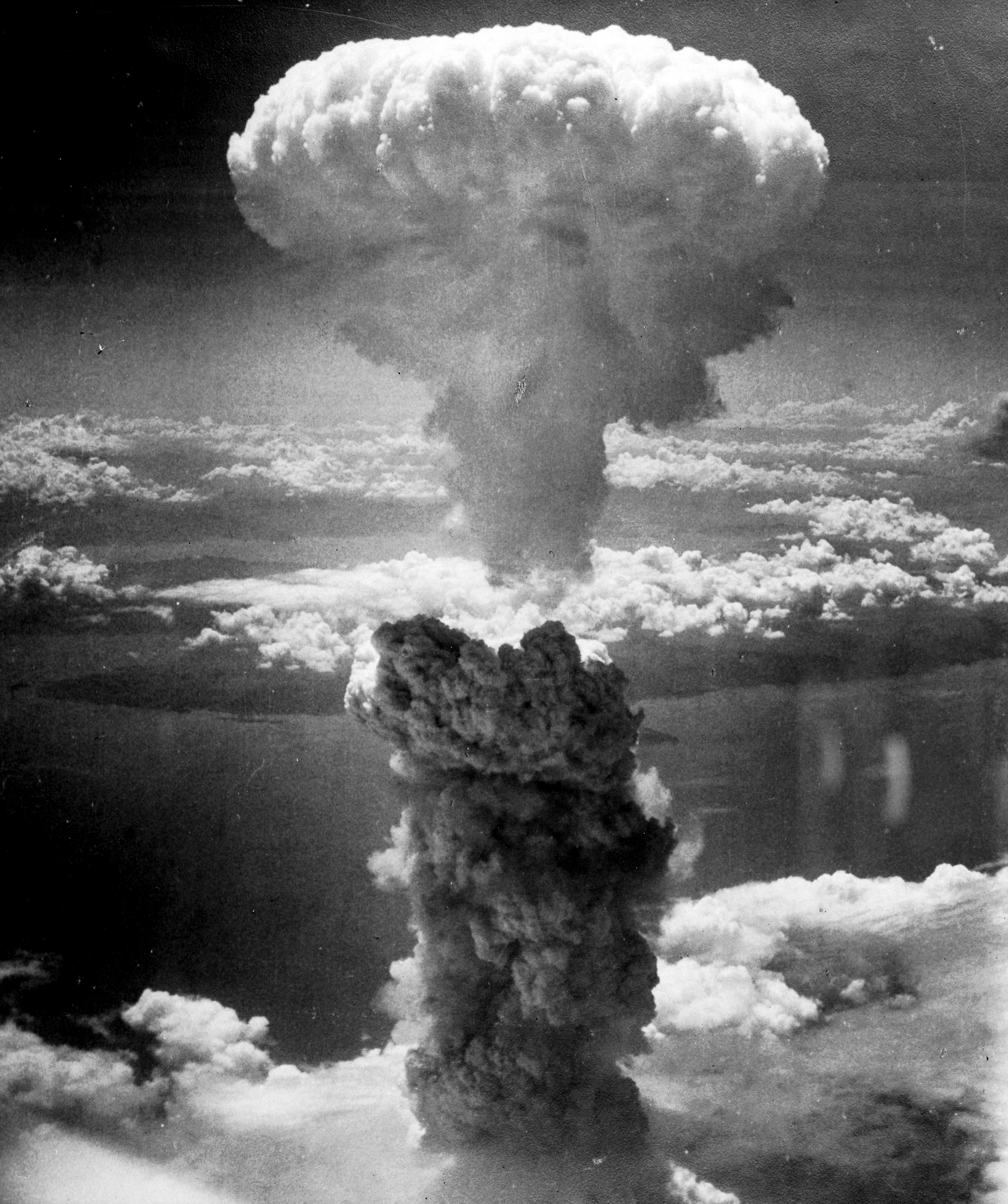
Atompilz von „Fat Man“ über Nagasaki (9. August 1945)

Die US-amerikanischen Atombombenabwürfe auf Hiroshima und Nagasaki am 6. August und 9. August 1945 waren die bislang einzigen Einsätze von Atomwaffen in einem Krieg.
Die Atombombenexplosionen töteten insgesamt ca. 100.000 Menschen sofort – fast ausschließlich Zivilisten und von der japanischen Armee verschleppte Zwangsarbeiter. An Folgeschäden starben bis Ende 1945 weitere 130.000 Menschen. In den nächsten Jahren kamen etliche hinzu. Japan gibt die Gesamtzahl der Todesopfer – einschließlich der an Strahlenkrankheiten und -verletzungen Verstorbenen –  bisher mit 344.306 für Hiroshima und mit 198.785 für Nagasaki an (Stand: August 2024).
Sechs Tage nach dem zweiten Bombenabwurf gab Kaiser Hirohito mit der Rede vom 15. August die Beendigung des „Großostasiatischen Krieges“ bekannt. Mit der Kapitulation Japans endete am 2. September der Zweite Weltkrieg auch in Asien, nachdem er in Europa mit der Kapitulation der deutschen Wehrmacht bereits seit dem 8. Mai 1945 vorüber war.
Den Befehl zum Einsatz der neuen Waffe gab US-Präsident Harry S. Truman, Nachfolger des im April 1945 verstorbenen Franklin D. Roosevelt, während der Potsdamer Konferenz im Haus Erlenkamp in Potsdam, in dem die amerikanische Delegation Quartier bezogen hatte. Truman hatte als Roosevelts Vizepräsident bis zur Amtsübernahme keine Kenntnis vom „Manhattan-Projekt“, der Entwicklung der Atombombe. Das Hauptmotiv für den Einsatz der Bomben war, Japan möglichst schnell zur Kapitulation gegenüber den USA zu bewegen und so den Krieg zu beenden, bevor Stalin eingreifen würde. Einerseits befürchtete Truman, dass die Sowjetunion, die sich in Jalta verpflichtet hatte, drei Monate nach dem Sieg in Europa (9. Mai für Moskau) eine Front gegen Japan zu eröffnen, angesichts der Kriegslage nicht nur auf dem Festland siegen, sondern relativ einfach auch japanische Inseln einnehmen würde (Kurilen). Andererseits wurde befürchtet, dass amerikanische Landungen auf den japanischen Hauptinseln viele Opfer unter US-Soldaten fordern würde – im gesamten Pazifikkrieg fielen etwa 130.000 amerikanische Soldaten.
Trumans Entscheidung wird noch immer unterschiedlich bewertet und kontrovers diskutiert. Das Gedenken an die Opfer spielt in Japan eine große Rolle in der nationalen Kultur und im nationalen Selbstverständnis. Weltweit wurden Hiroshima und Nagasaki zu Symbolen für die Schrecken des Krieges und vor allem eines möglichen Atomkrieges zu Zeiten des Kalten Krieges.

## Vorgeschichte

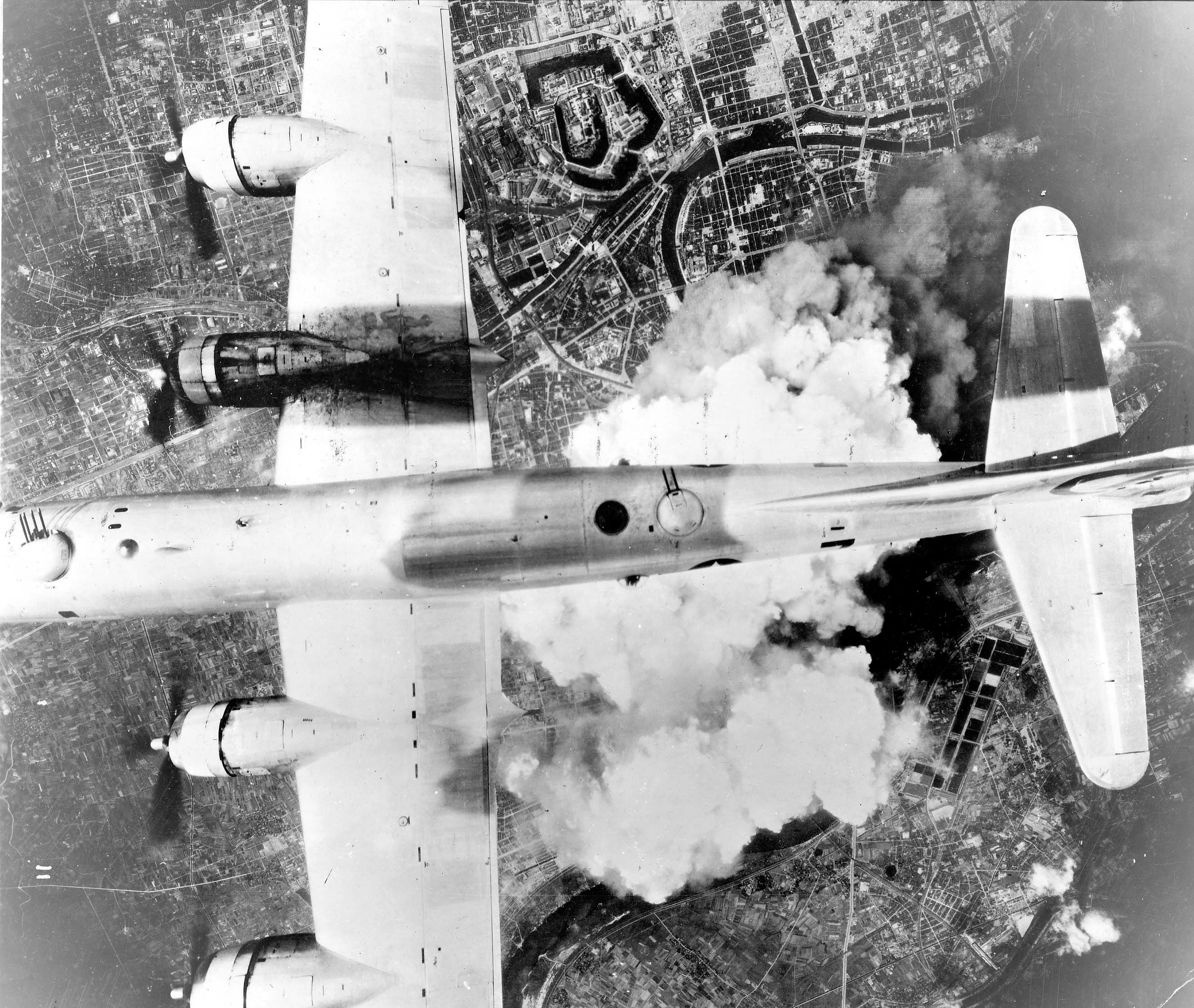
Eine B-29 am 1. Juni 1945 über Osaka

### Ausgangslage
Im Verlauf des Pazifikkriegs waren die US-amerikanischen Streitkräfte im Jahr 1944 und Anfang 1945 durch die Taktik des Inselspringens immer näher an die japanischen Hauptinseln herangerückt. In der Schlacht um die Marianen-Inseln im Sommer 1944 hatten sie Stützpunkte erobert, die den Einsatz von B-29-Langstreckenbombern gegen Ziele in Japan ermöglichten. Durch eine strategische Luftoffensive war die japanische Kriegswirtschaft schwer getroffen worden. In den Schlachten um Iwojima und Okinawa Anfang bis Mitte 1945 hatten sie sich Ausgangsstellungen für eine spätere Landung auf den japanischen Hauptinseln erarbeitet, die unter dem Namen Operation Downfall vorbereitet wurde und im Spätjahr 1945 stattfinden sollte.
Im April 1945 kündigte die UdSSR das 1941 geschlossene Neutralitätsabkommen mit Japan. Die Sowjetunion hatte den USA unter Trumans Vorgänger Franklin D. Roosevelt zugesagt, spätestens drei Monate nach Kriegsende in Europa in den Pazifikkrieg gegen Japan einzugreifen, ein Zeitraum, der am 8. August endete.
Am 28. Mai 1945 telegrafierte der noch von Roosevelt ernannte US-Botschafter Harry Hopkins in Moskau an Truman, dass sowjetische Truppen für den Krieg gegen Japan in der Mandschurei Stellung bezogen hätten. Japan wisse, dass es verloren sei. Da Japans Regierung jedoch nicht bedingungslos kapitulieren werde, habe Stalin vorgeschlagen, ein japanisches Friedensangebot anzunehmen und dann die eigenen Ziele durch gemeinsame Besetzung und Verwaltung Japans durchzusetzen. Stalin fürchte, anderenfalls werde es dem Regime des Tennōs gelingen, die Alliierten zu entzweien und sich auf einen Revanchekrieg vorzubereiten. Hopkins empfahl, das weitere Vorgehen eng mit den sowjetischen Verbündeten abzustimmen, um aus dieser Situation gemeinsam Vorteile für die Nachkriegszeit zu ziehen. Sein Telegramm blieb jedoch unbeachtet.

### Manhattan-Projekt

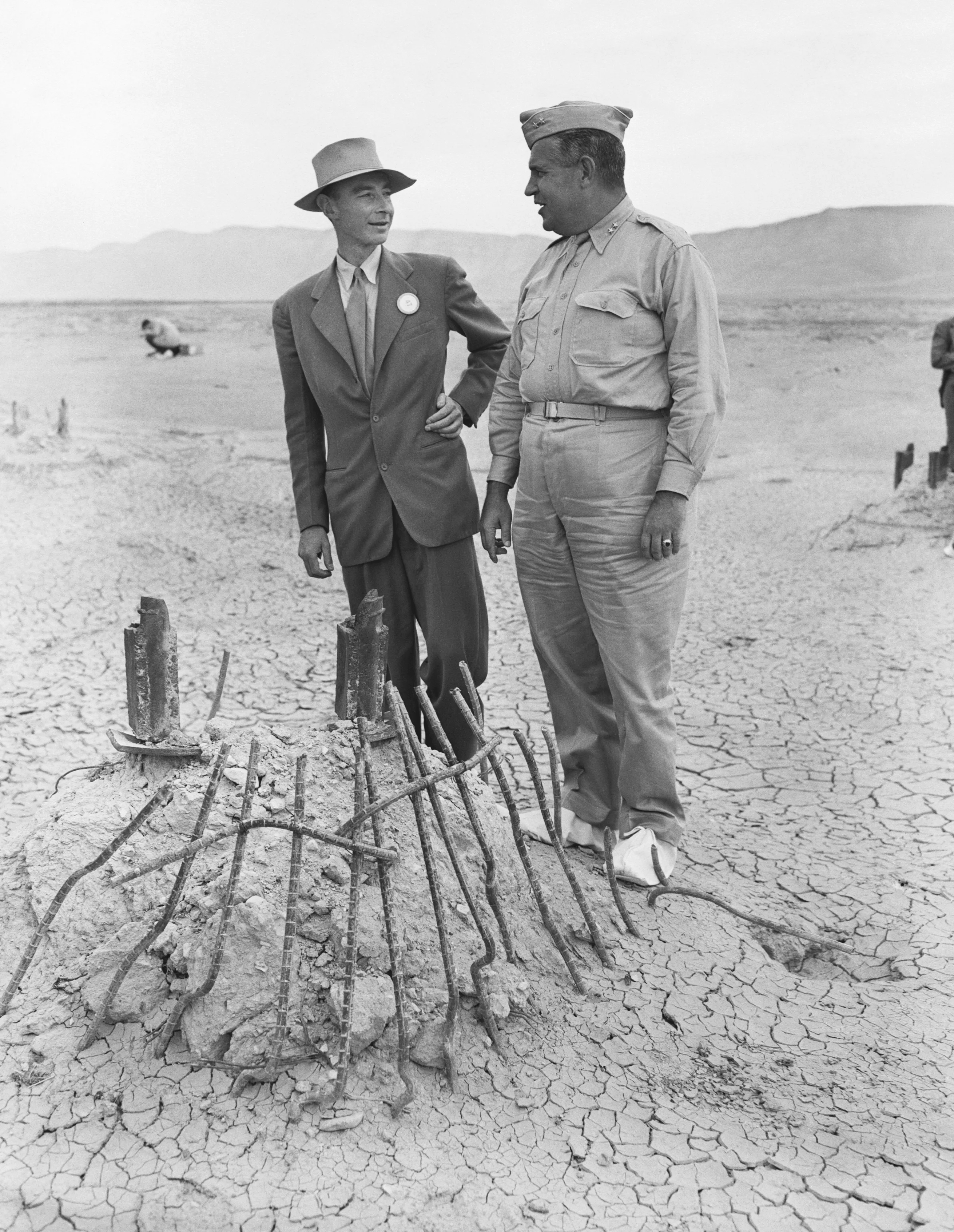
Robert Oppenheimer und Leslie Groves begutachten Überreste des Bombenturms des Trinity-Tests, der ersten Zündung einer Atombombe.

Ende 1941 begannen die US-Amerikaner mit den Vorbereitungen für ein streng geheimes Großprojekt, das die Herstellung einer Atombombe zum Ziel hatte. Anlass waren Berichte, dass das deutsche Uranprojekt, das ebenfalls die militärische Nutzbarmachung der Kernspaltung anstrebte, Fortschritte mache. Das Projekt wurde 1942 unter der Leitung von Robert Oppenheimer gestartet, 1943 schlossen sich die Briten an.
Im Frühjahr 1945 näherte man sich der Fertigstellung des ersten Kernsprengsatzes, der späteren „Trinity“-Bombe. An zwei weiteren Bomben wurde gearbeitet. Ein Einsatz gegen deutsche Städte war zumindest erwogen worden, doch Anfang Mai kapitulierte Deutschland. Darum richteten die USA nun den Blick auf Japan. Das kurz nach der deutschen Kapitulation eingerichtete Interim Committee sollte Vorschläge über die Verwendung der Bombe erarbeiten. Das dazugehörige Target Committee (Zielfindungsausschuss) vereinbarte am 10. und 11. Mai 1945 in Los Alamos den Einsatz der Atombomben gegen bisher nicht bombardierte japanische Großstädte mit Kriegsindustrie von militärstrategischer Bedeutung. Das sollte eine größtmögliche psychologische Wirkung bringen und das Risiko eines Fehltreffers bei begrenzter militärischer Zielauswahl vermeiden. Kyōto, Hiroshima, Yokohama, Niigata und Kokura kamen als mögliche Ziele in die engere Wahl; der Kaiserpalast Tokio wurde hingegen verworfen. Am 1. Juni 1945 empfahl der Ausschuss, die Waffen sofort nach ihrer Fertigstellung und ohne Vorwarnung gegen „einen Rüstungsbetrieb, umgeben von Arbeiterunterkünften“ einzusetzen. Später äußerte der Untersekretär im Kriegsministerium, Ralph Bard, Bedenken gegen den Einsatz ohne Vorwarnung.

### Invasions- und Abwurfpläne des US-Militärs

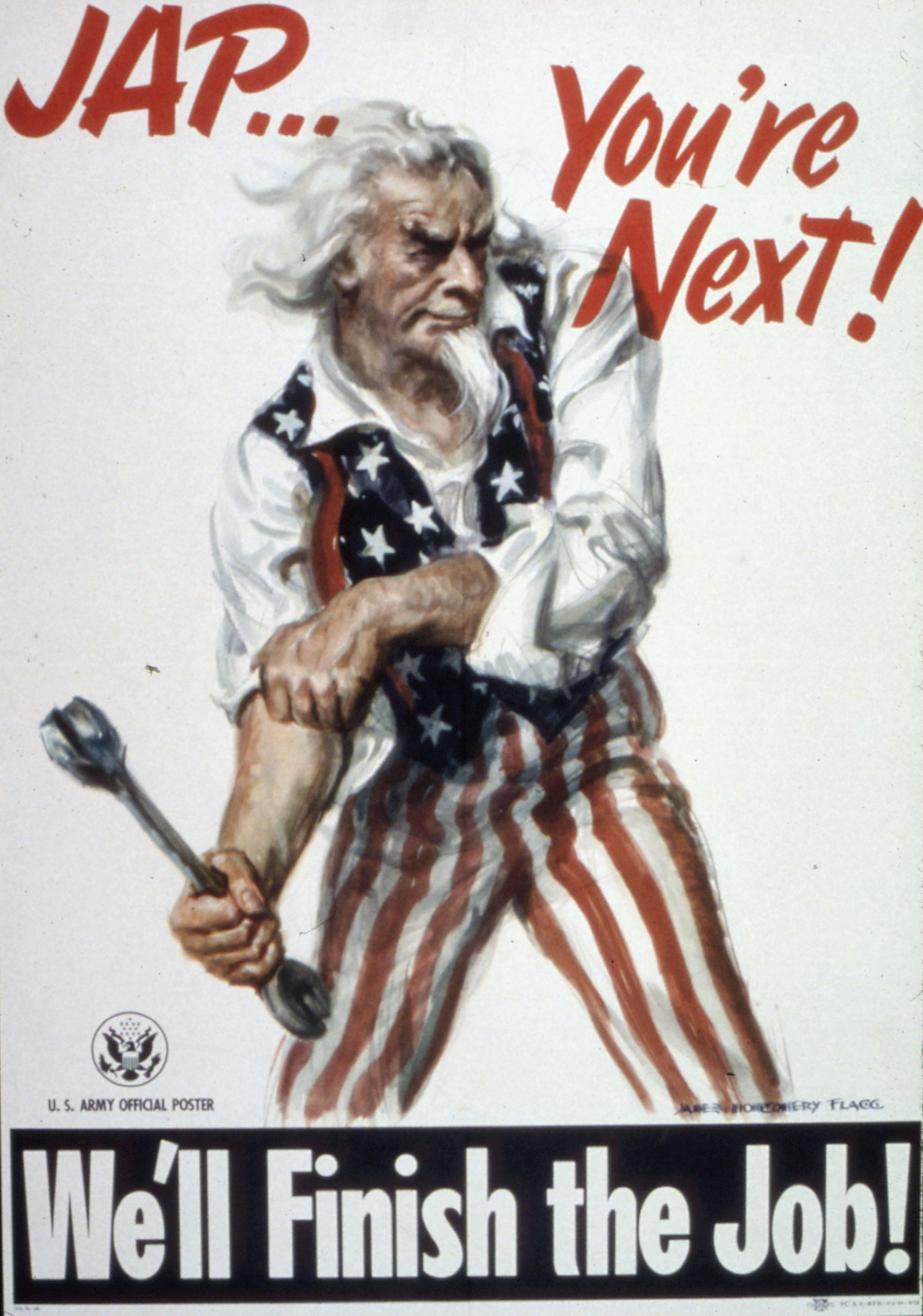
US-amerikanisches Propaganda-Plakat zeigt Uncle Sam, der die Öffentlichkeit auf eine Invasion Japans nach dem Kriegsende in Europa vorbereitet.

Japan beherrschte bis zum Kriegsende noch riesige Gebiete in Asien, darunter Niederländisch-Indien und weite Teile Chinas. Allerdings war es durch Luftangriffe der US-Amerikaner auch schon erheblich geschwächt – seit Februar 1945 besaß die strategische US-Bomberflotte die völlige Lufthoheit über Japan. Ihre intensivierten Luftangriffe mit Brandbomben nach britischem Vorbild hatten bereits zwei Drittel der japanischen Großstädte zu etwa 60 Prozent zerstört. Zudem hatte Japan bis dahin seine größte Flotte (Kidō Butai) fast komplett verloren, ebenso den Hauptteil der Luftstreitkräfte. Das rohstoffarme Japan hatte seine Rohstoffzufuhr verloren.
Deshalb waren die United States Army Air Forces von der zermürbenden Wirkung ihrer Luftangriffe überzeugt und erwarteten bei unvermindert fortgesetzten konventionellen Luftangriffen eine Kapitulation Japans bis Dezember 1945. Sie glaubten, dessen Regime könne nur noch auf günstige Friedensbedingungen unter Beibehaltung der staatlichen Souveränität hoffen.

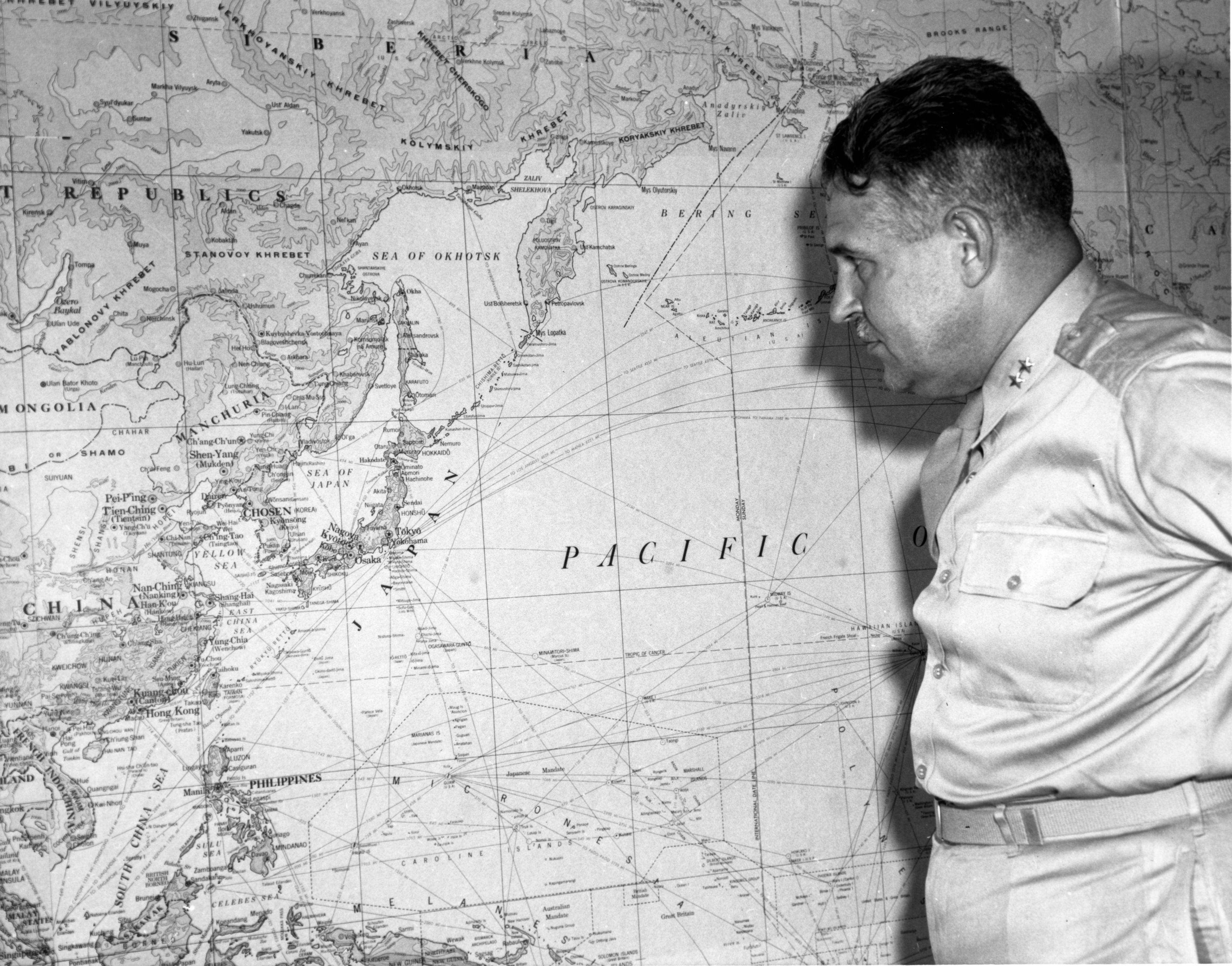
Leslie Groves blickt auf eine Landkarte

Jedoch hatten die Schlacht um Okinawa im Juli 1945 und die Schlacht um Iwojima den ungebrochenen Kampfeswillen der Japaner demonstriert: Nur ein Bruchteil ihrer Soldaten war dort bereit zu kapitulieren, die übrigen kämpften bis zum Tod. Bei der Eroberung Okinawas starben etwa 12.500 US-Soldaten; insgesamt waren bis dahin etwa 70.000 US-Soldaten im Pazifikkrieg gefallen. Auf der japanischen Seite fielen während der Schlacht um Okinawa 74.000 bis 107.000 Soldaten, und etwa 122.000 Zivilisten kamen um – und damit ca. ein Drittel der Zivilbevölkerung. Die United States Army rechnete bei einer Landung auf Kyūshū, besonders im Fall verzögerter Vorbereitungen dafür, mit starkem Widerstand von bis zu zehn japanischen Divisionen. Bei einer Landung auf Honshū und Hokkaidō (Operation Downfall) seien Verluste von 25.000 bis zu 268.000 US-Soldaten zu erwarten. Die USA rechneten mit bis zu 300.000 weiteren eigenen Todesopfern.
Das US-Militär plante die Eroberung der japanischen Hauptinseln erst für November 1945. Am 4. Juli 1945 beriet seine Führung mit derjenigen Großbritanniens über das weitere Vorgehen im Pazifik. Die britische Regierung war in die Fortschritte des Atombombenbaus eingeweiht und stimmte einem Einsatz zu. Vorübergehende Überlegungen, die fertigen Bomben nur als „Warnschuss“ über unbesiedeltem japanischem Gebiet zu zünden, wurden nicht weiter verfolgt. Dabei ist zu berücksichtigen, dass die USA nach dem Trinity-Test nur noch über zwei einsatzfertige Bomben verfügten.

### Einsatzbefehl und Ultimatum
Ab Mitte Juni trafen die ersten B-29 der 509th Composite Group auf dem North Field in Tinian ein. Am 9. Juli hatte der japanische Botschafter Satō Naotake in Moskau bereits um Friedensverhandlungen gebeten. Der sowjetische Außenminister Molotow sollte diese Bitte den Teilnehmern der bevorstehenden Potsdamer Konferenz der Alliierten (17. Juli bis 2. August 1945) überbringen. Diese Konferenz beriet über das weitere Vorgehen der Siegermächte USA, Sowjetunion und Großbritannien in Europa und im Krieg gegen Japan.

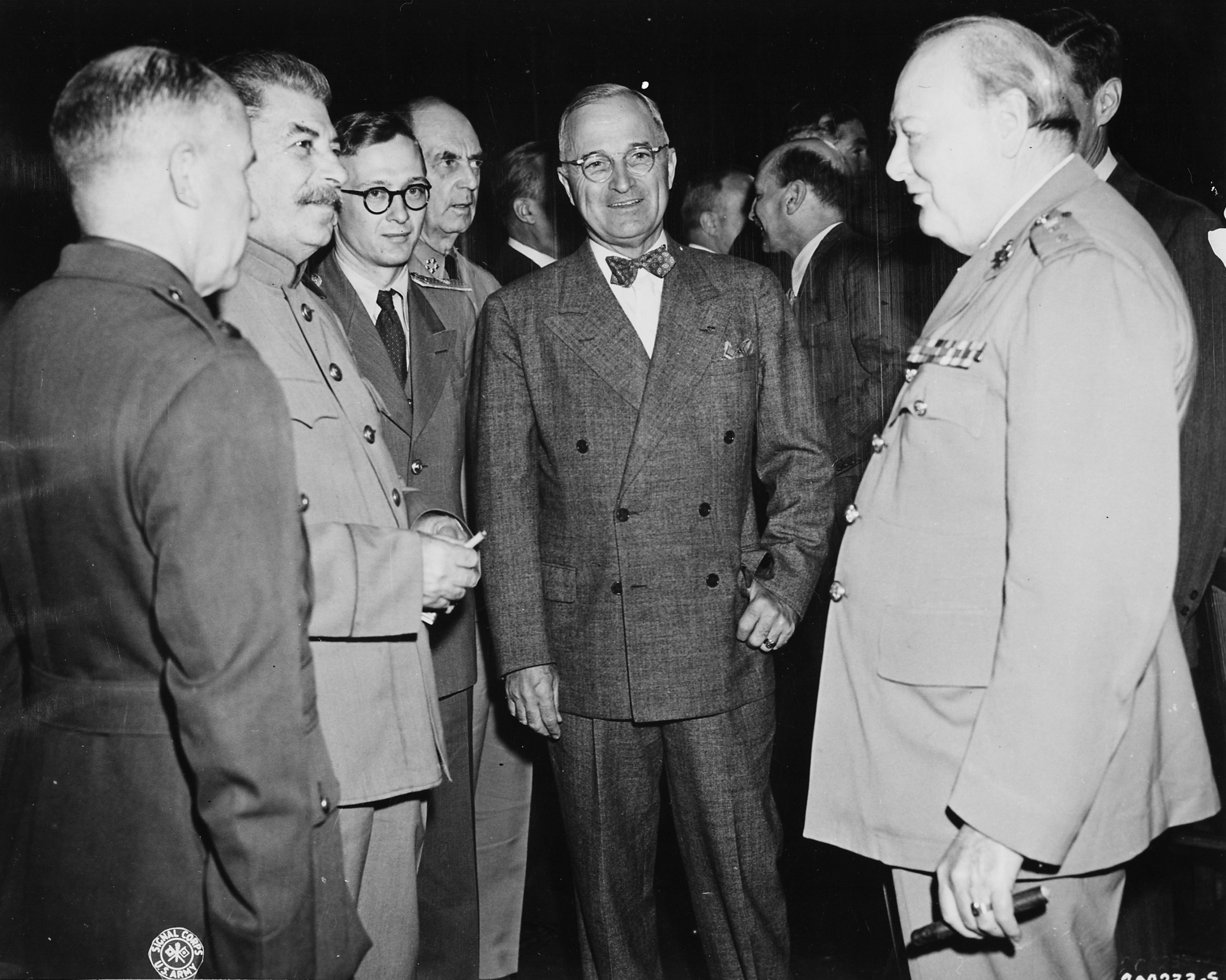
Josef Stalin (zweiter von links), Harry S. Truman (Mitte) und Winston Churchill während der Potsdamer Konferenz, Juli 1945

Truman erfuhr zu Beginn der Konferenz, am 16. Juli, dass die Testbombe in der Wüste im US-Bundesstaat New Mexico erfolgreich gezündet worden war (Trinity-Test). Die zweite Bombe Little Boy wurde gleichzeitig zur Insel Tinian im Pazifik verschifft, wo sie einsatzfertig gemacht werden sollte. Winston Churchill erfuhr am selben Tag von dem Testerfolg und notierte in seinen Erinnerungen, wie befreiend er die Nachricht angesichts der Aussicht auf verlustreiche Landschlachten erlebte:

„Jetzt war mit einem Mal dieser Albtraum vorüber, und an seine Stelle trat die helle und tröstliche Aussicht, ein oder zwei zerschmetternde Schläge könnten den Krieg beenden […] Ob die Atombombe anzuwenden sei oder nicht, darüber wurde überhaupt nicht gesprochen.“

Auch General Dwight D. Eisenhower berichtete später, die Entscheidung zum Einsatz der beiden Atombomben habe am 16. Juli bereits festgestanden. Er hatte Truman davon abgeraten, weil die Japaner schon Kapitulationsbereitschaft signalisiert hätten und die Vereinigten Staaten solche Waffen nicht als erste einsetzen sollten. Doch Truman schrieb in sein Tagebuch:

„Ich glaube, dass die Japsen klein beigeben werden, ehe Russland eingreift.“

Erst am Abend des 24. Juli eröffnete Truman Stalin beiläufig, man habe einen neuen Bombentyp entwickelt, der geeignet sei, den japanischen Kriegswillen zu brechen. Stalin habe, so notierte Truman in sein Tagebuch, die Nachricht äußerlich unbewegt aufgenommen und den Vereinigten Staaten zugeraten, die Waffe für gute Zwecke einzusetzen. Man nimmt jedoch an, dass Stalin durch den Mitarbeiter des Manhattan-Projekts Klaus Fuchs über die Fertigstellung der US-Atombomben informiert war, denn noch am selben Abend veranlasste er seinen Geheimdienstchef Lawrenti Beria, den Bau einer sowjetischen Atombombe, der 1943 begonnen hatte, zu beschleunigen.

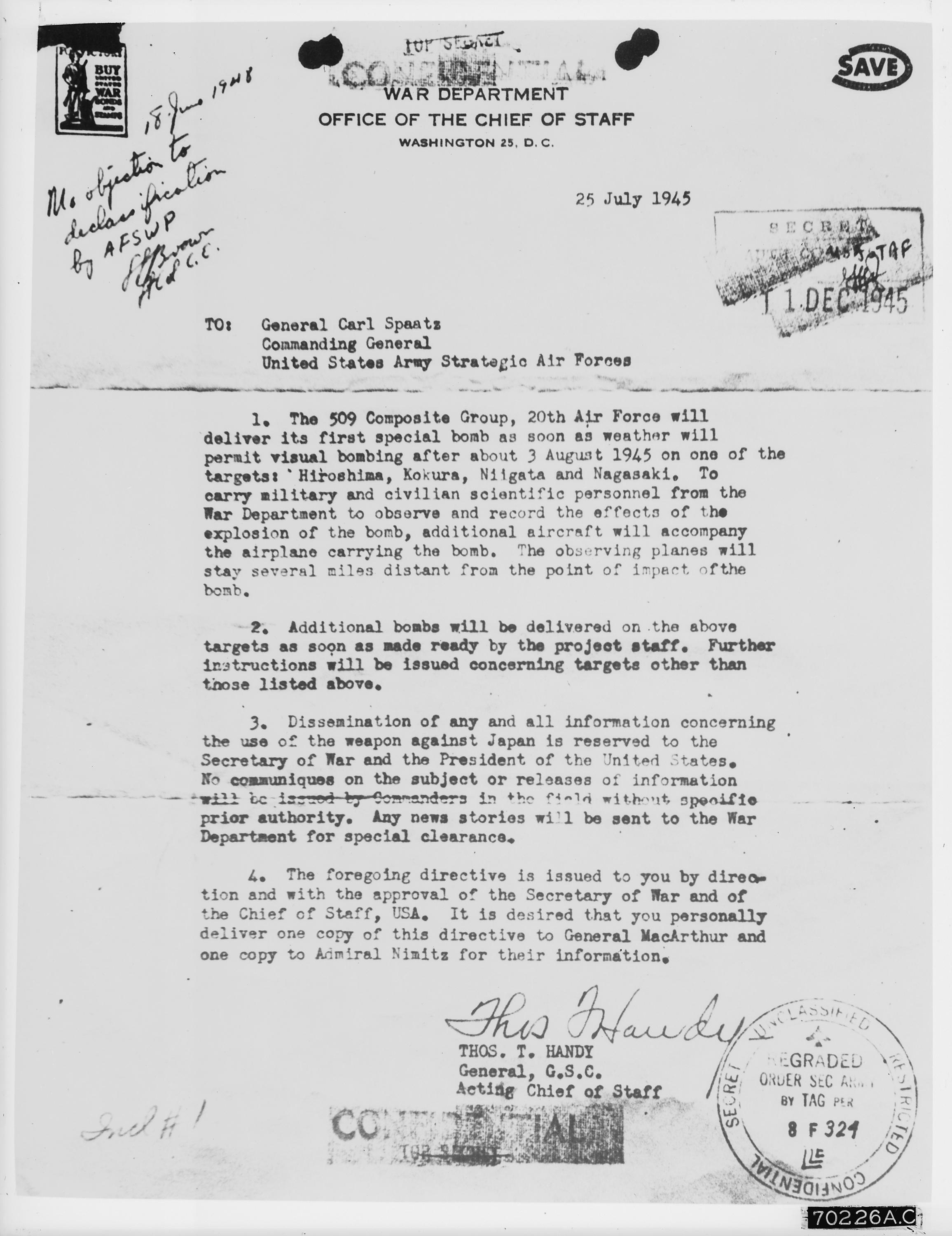
Der Einsatzbefehl vom 25. Juli 1945

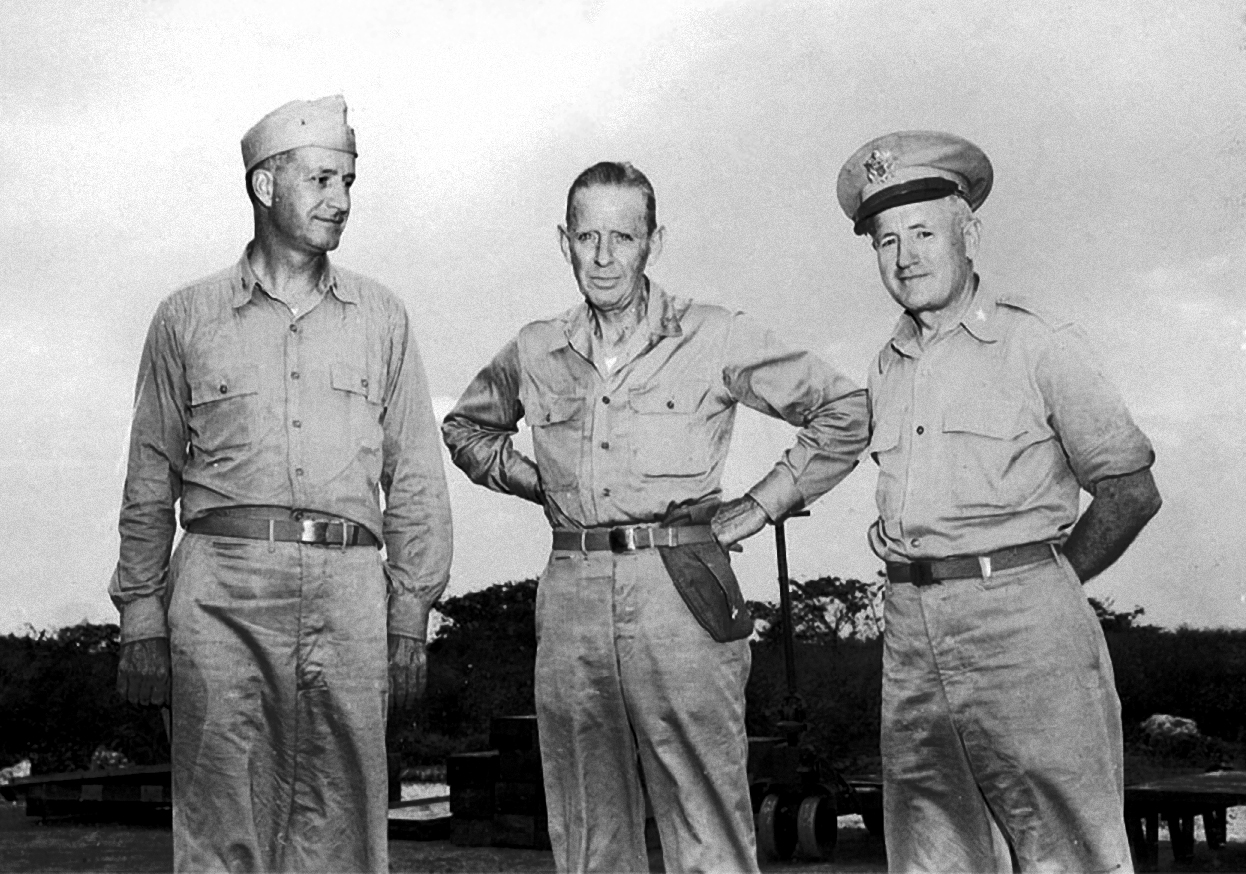
Die drei Leiter des Projektes auf Tinian v.l.n.r Captain William S. Parsons (Waffenspezialist des Manhattan-Projekts), Konteradmiral William R. Purnell und Brigadegeneral Thomas F. Farrell

Am 25. Juli erteilte Truman General Carl A. Spaatz, dem auf Tinian stationierten Oberbefehlshaber der U.S. Strategic Air Forces in the Pacific, den Befehl, den Einsatz der ersten „Spezialbombe“ bis zum 3. August vorzubereiten. Dabei überließ er dem General die Zielauswahl. Auf dringendes Anraten seines Kriegsministers Stimson hatte er aber Kyōto von der Liste der möglichen Ziele streichen lassen. Diese enthielt somit die Städte Hiroshima, Kokura, Niigata und Nagasaki.
Am 26. Juli 1945 gab Truman im Namen der Vereinigten Staaten, der Republik China unter Chiang Kai-shek und des Vereinigten Königreichs die Potsdamer Erklärung ab, in der er die japanische Führung zur sofortigen und bedingungslosen Kapitulation aufforderte. Dies war nicht mit der Sowjetunion abgesprochen. Molotow hatte die Vereinigten Staaten vergeblich darum gebeten, das Ultimatum noch einige Tage zurückzuhalten, bis seine Regierung ihren Nichtangriffspakt mit Japan gekündigt habe. Doch der Kriegseintritt der Sowjetunion war für die US-Regierung nun unerwünscht. Die Erklärung ging heraus:

„Die volle Anwendung unserer militärischen Macht, gepaart mit unserer Entschlossenheit, bedeutet die unausweichliche und vollständige Vernichtung der japanischen Streitkräfte und ebenso unausweichlich die Verwüstung des japanischen Heimatlandes.“

Man werde Japan vollständig besetzen, Demokratie einführen, Kriegsverbrecher bestrafen, Japans Gebiet auf die vier Hauptinseln begrenzen und Reparationen fordern. Die japanische Industrie werde erhalten und ihr später wieder Teilnahme am Welthandel erlaubt werden. Die Alternative für Japan sei sofortige und völlige Zerstörung.
Jeder konkrete Hinweis auf den geplanten Einsatz einer neuartigen Waffe und deren Ziel fehlte. Flugblätter, die in den Monaten vorher über 35 japanischen Städten, darunter Hiroshima und Nagasaki, abgeworfen worden waren, hatten deren Bevölkerung vor kommenden Luftangriffen gewarnt und Zivilisten aufgefordert, die Städte zu verlassen. Sie enthielten aber keinen Hinweis auf Atombomben und deren Wirkung. Ein Grund für das Unterlassen einer konkreten Vorwarnung war die Annahme, die Japaner würden Kriegsgefangene als menschliche Schutzschilde in die gewarnten Städte verlegen.
Da die US-Invasion der japanischen Hauptinseln erst drei Monate später beginnen sollte, nahm die japanische Führung an, das Ultimatum sei das übliche Drohritual zur Demoralisierung der Japaner. Zugleich hoffte sie immer noch, Stalin werde die Westalliierten zur Annahme der eingeleiteten Friedensinitiative bewegen. Besonders die verlangten Gebietsverluste schienen unannehmbar. So lautete die Antwort von General Suzuki Kantarō:

„Die Regierung findet nichts von bedeutsamem Wert an der gemeinsamen Erklärung und sieht daher keine andere Möglichkeit, als sie vollständig zu ignorieren und sich entschlossen für die erfolgreiche Beendigung des Krieges einzusetzen.“

## Abwurf auf Hiroshima (Operation Silverplate)

### Wahl des Ziels

Flugrouten zu den Zielen am 6. und 9. August.

Hiroshima war bis dahin als eine von wenigen japanischen Großstädten von Bombardierungen verschont geblieben. Nach einem Atombombenabwurf auf die Stadt würde man daher dessen Auswirkungen einschätzen können. Es war Sitz des Hauptquartiers der 2. Hauptarmee unter Feldmarschall Hata Shunroku, das für die Verteidigung Südjapans zuständig war. Die 59. Armee sowie die 5. Division hatten ihr Hauptquartier hier. Daher war es Truppensammelpunkt und diente zur Lagerung kriegswichtiger Güter. 40.000 Militärangehörige waren in Hiroshima stationiert. Doch die meisten der etwa 255.000 Einwohner waren Zivilisten, davon zehn Prozent koreanische und chinesische Zwangsarbeiter.
Spaatz hielt Hiroshima für das am besten geeignete Ziel, da es als einzige der Städte, die zur Auswahl standen, keine Kriegsgefangenenlager hatte. Nur einige US-amerikanische Kriegsgefangene und rund ein Dutzend Deutsche befanden sich dort. Hiroshima bestand bis auf einige Betonbauten im Zentrum aus Holzbauten. Die US-Militärs rechneten daher mit einem Feuersturm. Industrieanlagen in den Außenbezirken der Stadt sollten dadurch ebenfalls zerstört werden.

### Startvorbereitung

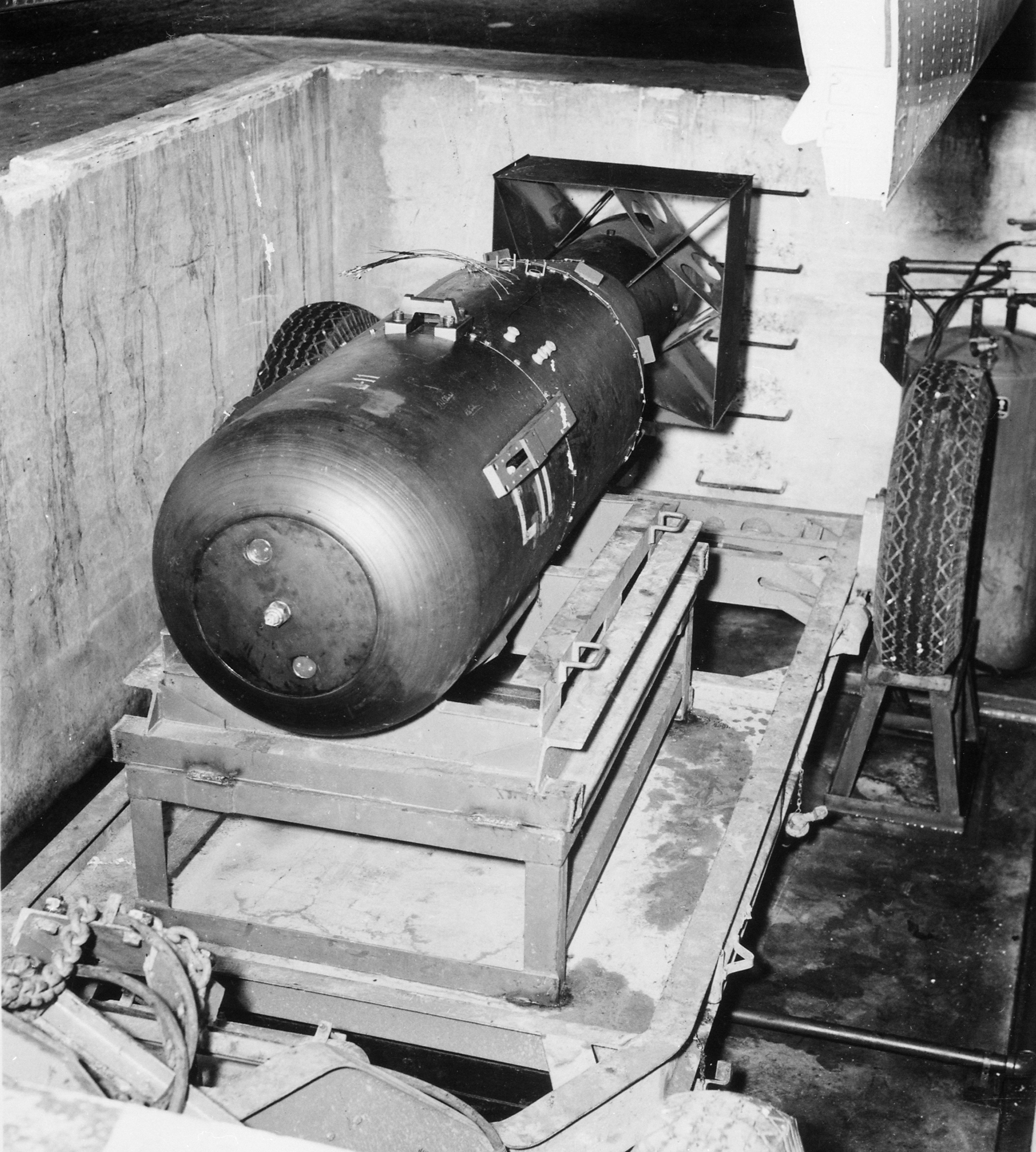
„Little Boy“ auf dem US-Stützpunkt Tinian vor der Verladung in den B-29-Bomber Enola Gay

Bei den B-29-Superfortress-Bombern des „Silverplate“-Programms waren unter anderem alle Bordwaffen bis auf das Heckgeschütz entfernt und die Bombenschächte umgebaut worden, um eine tonnenschwere Einzelbombe tragen zu können. Mit Attrappen („Kürbisbomben“) wurden Anflüge und Abwürfe seit 1943 hundertfach durchexerziert. Im Juli 1945 wurden zudem 37 konventionelle Einzelbomben im Format der Atombomben auf japanische Fabriken abgeworfen. Man hatte dabei auch bereits das Wendemanöver nach der Auslösung immer wieder geübt, um dann der Druckwelle der gezündeten Atombombe möglichst weit zu entgehen, wobei zwölf Kilometer als Mindestabstand galten.
Am 31. Juli war die drei Meter lange und vier Tonnen schwere Uranbombe „Little Boy“ (Sprengkraft 12.500 Tonnen TNT) einsatzbereit. Die Teile für die zweite Bombe „Fat Man“ trafen auf Tinian ein. Der für den 1. August geplante Start musste wegen eines Taifuns über der Insel aufgeschoben werden. Am 4. August erfuhr Pilot Paul Tibbets unter strengster Geheimhaltung seinen Auftrag. Er taufte sein Flugzeug, die B-29-Superfortress Nr. 82, nach seiner Mutter „Enola Gay“. Außerdem packte er, für den Fall eines Abschusses und einer Gefangennahme, Zyankali-Kapseln für die gesamte Besatzung ein.

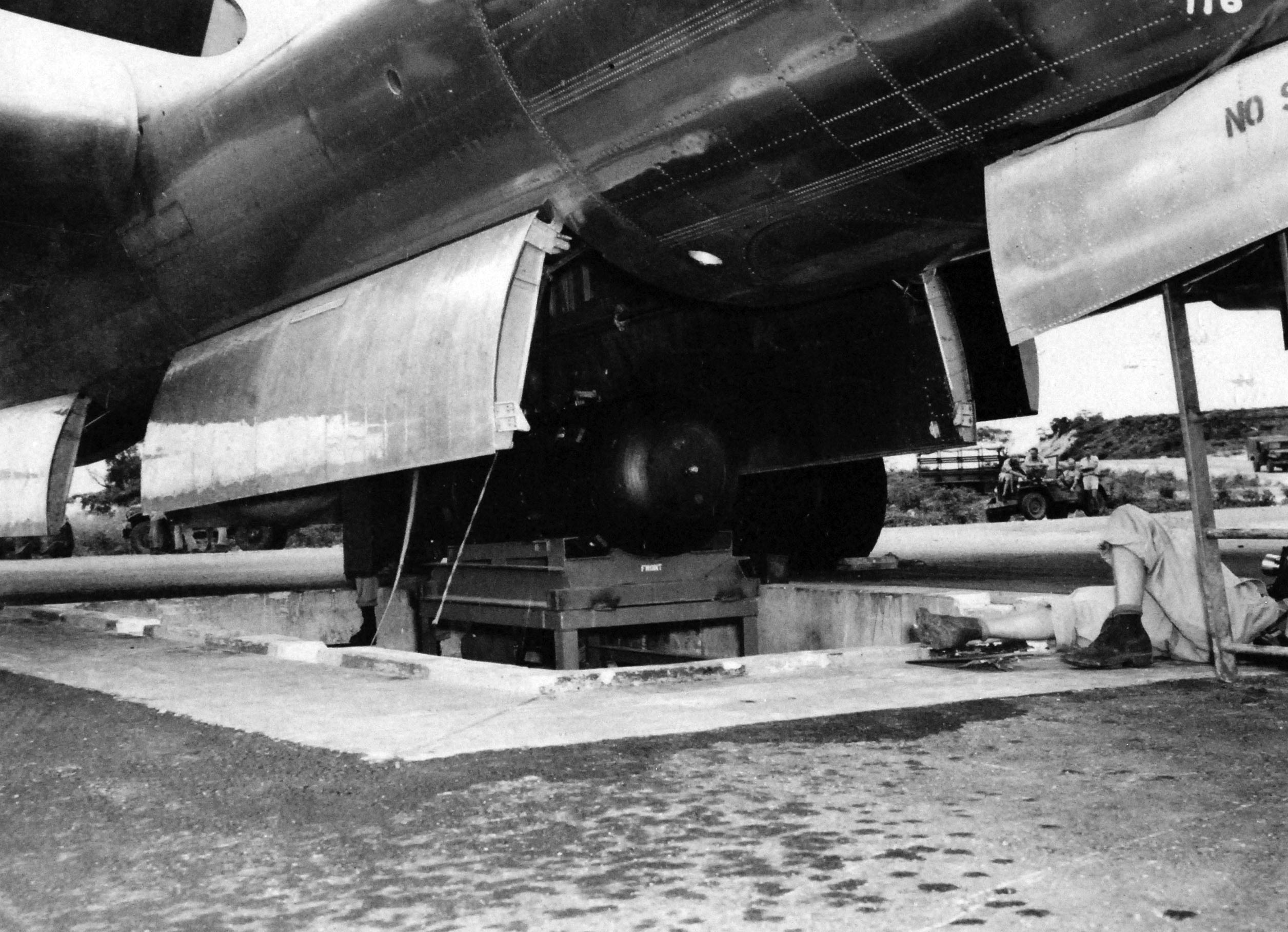
„Little Boy“ wird in den Bombenschacht der Enola Gay gehoben

Die Besatzung selbst sollte offiziell nicht über die Atombombe gebrieft werden. Jedoch wurde ihr mitgeteilt, dass sie eine Bombe abwerfen, „die eine ganze Stadt vernichtet“. Des Weiteren war die Besonderheit des Fluges für die Besatzung unübersehbar, da neben der unkonventionellen Bombe außerdem viele Nuklearphysiker und weitere Teilnehmer des Manhattan-Projekts auf dem Stützpunkt waren. Zu dokumentarischen Zwecken wurden die Startvorbereitungen ungewöhnlicherweise per Kamera festgehalten. Laut Besatzungsmitglied Theodore Van Kirk unterschied sich das Briefing aber nicht von vorherigen: Es „war immer das Gleiche. Wir sollten uns hinlegen und schlafen, bevor wir […] nachts starteten. Ich weiß nicht, wie die sich einbilden konnten, dass man schläft, wenn man die erste Atombombe abwerfen soll. Ich habe nicht geschlafen; Paul Tibbets […] auch nicht […].“
Für den 6. August wurde klarer wolkenloser Himmel für die japanischen Inseln vorhergesagt. Um 1:37 Uhr nachts starteten drei B-29 als „Pfadfinder“, um die Wetterbedingungen über den drei möglichen Zielen Hiroshima, Kokura und Nagasaki sowie Reaktionen der Flugabwehr zu ermitteln. Gut eine Stunde später, um 2:45 Uhr morgens, startete das Bomberflugzeug mit zwölf Mann Besatzung an Bord. Zwei weitere B-29, „The Great Artiste“ und die noch namenlose spätere „Necessary Evil“, begleiteten die „Enola Gay“. Befürchtungen der Militärs, dass die Bombe vorzeitig explodierte, waren groß. William L. Laurence beschrieb die Vorgänge vor dem Start:

„Als dem General gemeldet wird, es bestehe Gefahr, dass bei einem Fehlstart die ganze Insel in die Luft fliegt, antwortet er‚ wir müssen beten, daß das nicht geschieht.‘ Derselbe General erzählt dann von dem riskanten Start der Maschine: ‚Wir versuchten beinahe, sie mit unseren Gebeten und Hoffnungen in die Luft zu heben.‘ Vor dem Abflug sprach ein lutherischer Feldgeistlicher ein ‚ergreifendes Gebet‘:

‚Allmächtiger Vater, der Du die Gebete jener erhörst, die Dich lieben, wir bitten Dich, denen beizustehen, die sich in die Höhen Deines Himmels wagen und den Kampf bis zu unseren Feinden vortragen. […] Wir bitten Dich, daß das Ende dieses Krieges nun bald kommt und daß wir wieder einmal Frieden auf Erden haben. Mögen die Männer, die in dieser Nacht den Flug unternehmen, sicher in Deiner Hut sein, und mögen sie unversehrt zu uns zurückkehren. Wir werden im Vertrauen auf Dich weiter unseren Weg gehen; denn wir wissen, daß wir jetzt und für alle Ewigkeit unter Deinem Schutz stehen. Amen.‘“

Um das Risiko eines Startunfalls zu senken, beschloss Captain William S. Parsons, Chef der Ordnance Division des Manhattan-Projektes, die letzten Zusammenbauschritte erst während des Flugs nach Hiroshima auszuführen: Gegen drei Uhr morgens krochen er und Morris Jepson in den Bombenschacht und montierte die vier Säckchen mit dem Sprengstoff Kordit in das Kanonenrohr der Waffe und schloss die Zündkabel an. Etwa viereinhalb Stunden später ersetzte Jepson die vier Sicherheitsstecker des Zündsystemes durch scharfe Zündstecker. Die Bombe war nun voll einsatzbereit und bezog Energie aus den eigenen Batterien. Dieses Vorgehen erfolgte ohne das Wissen von Leslie Groves, dem Leiter des Manhattan-Projekts.

### Abwurf

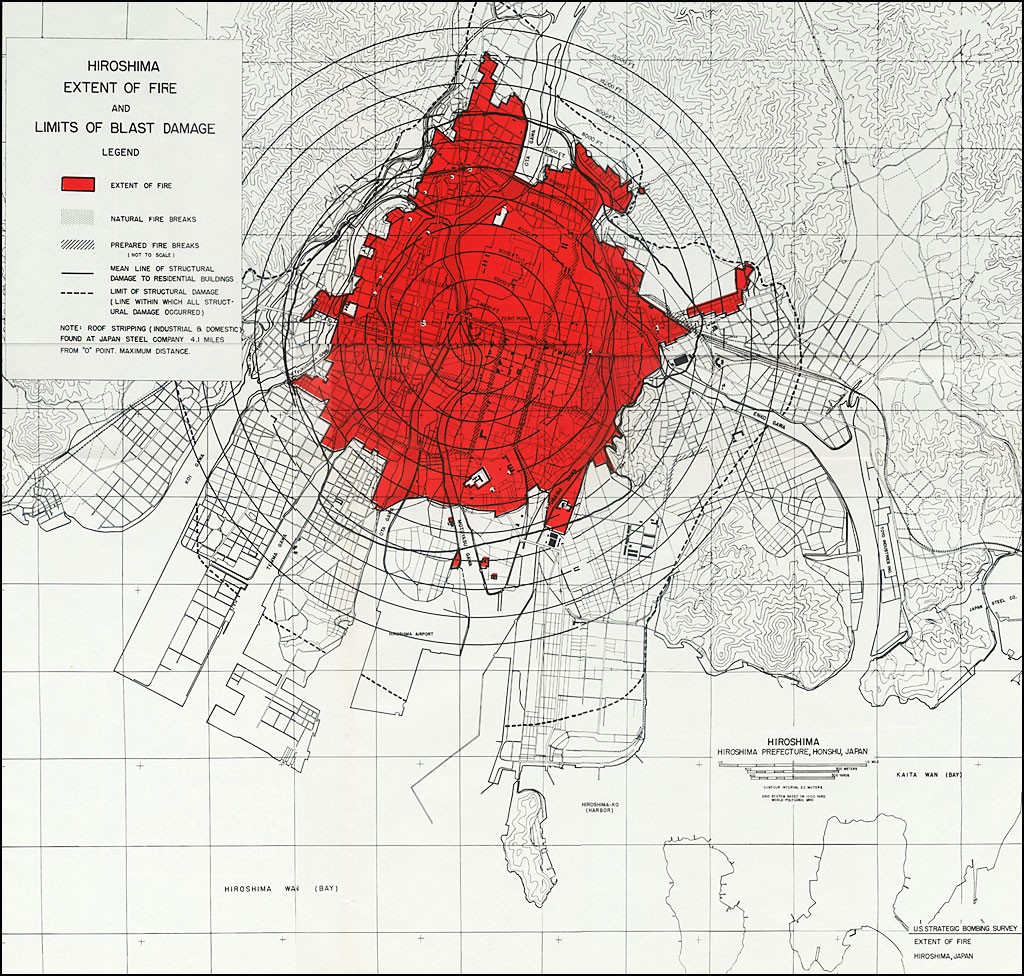
Auswirkungen des Feuers und der Druckwelle

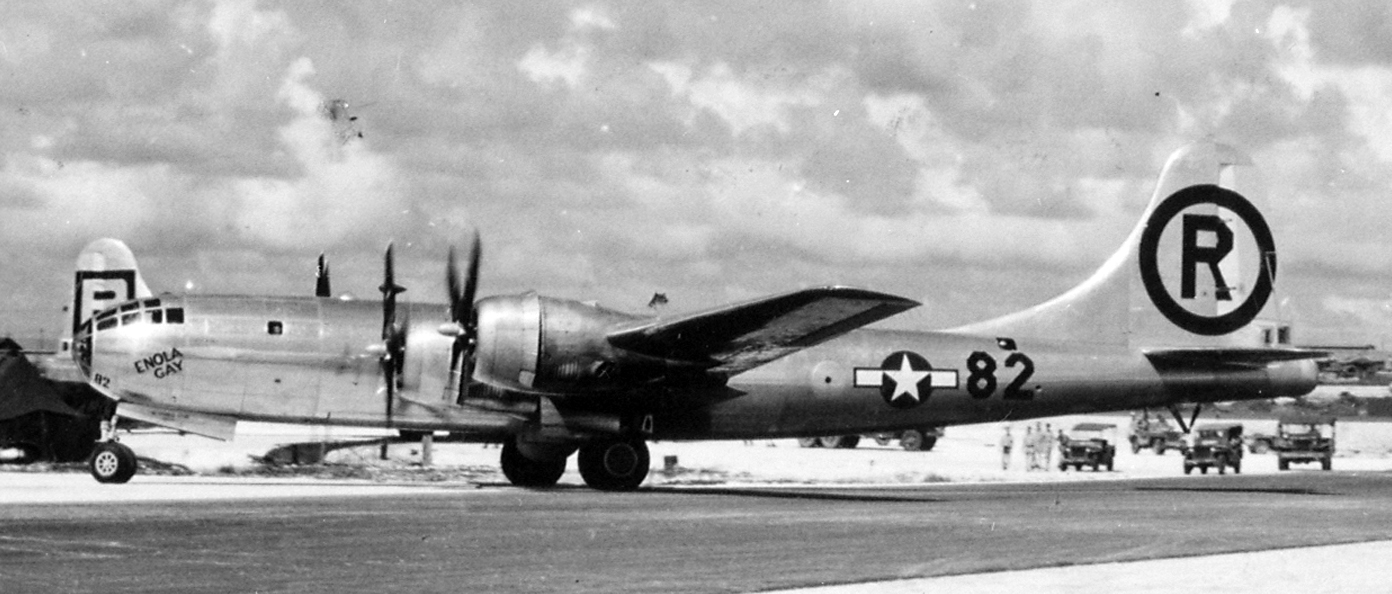
Die Enola Gay

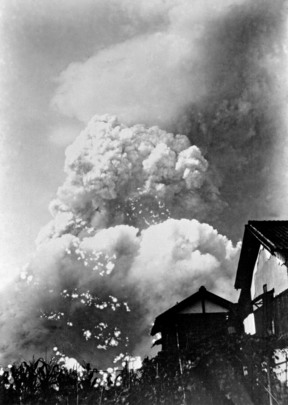
Atompilz von _{„}Little Boy“, zwei Minuten nach der Explosion

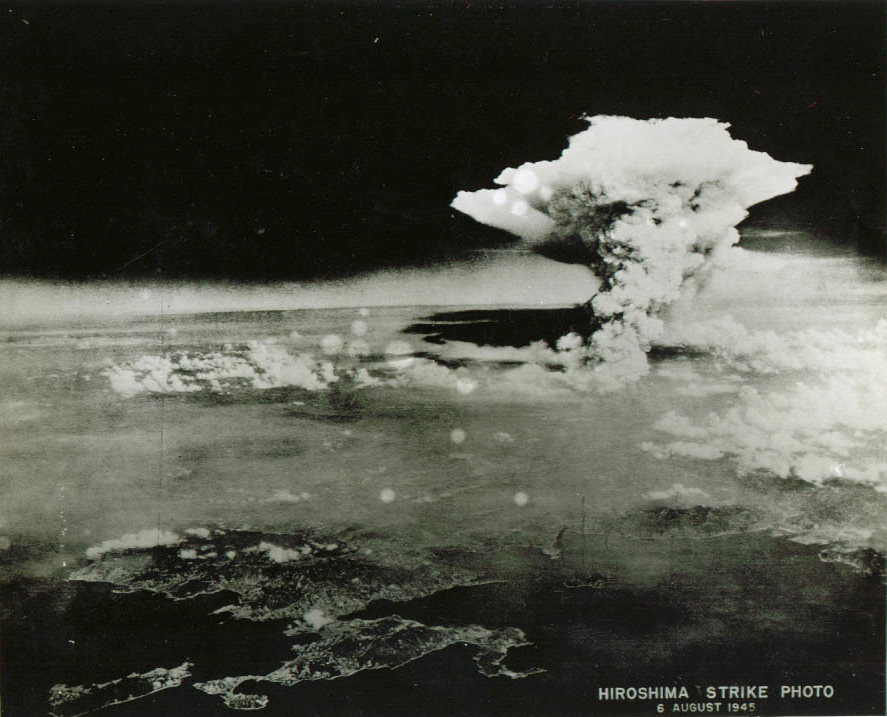
Feuerwolke infolge des Feuersturms, ca. 12:00 Uhr

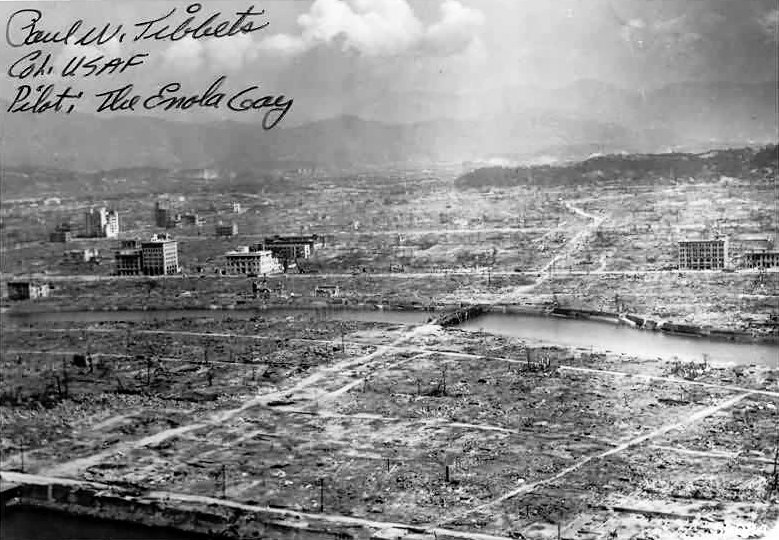
Bild des zerstörten Hiroshima mit Autogramm Paul Tibbets’

Nach dem Start von Tinian flog die Enola Gay in Richtung Iwo Jima und setzte von dort aus Kurs auf Japan. Über eine Stunde vor dem Abwurf, um 7 Uhr Ortszeit (Japan Standard Time), entdeckte das japanische Frühwarnradarsystem die Radarechos einiger US-Flugzeuge. In mehreren Städten, darunter Hiroshima, wurde die Radioübertragung unterbrochen und um 7:09 Uhr Luftalarm ausgelöst.
Um 7:24 Uhr funkte der B-29-Wetteraufklärer über Hiroshima, die Wolkendecke über der Stadt betrage nur drei Zehntel bei guter Sicht und empfahl sie als bevorzugtes Ziel. Tibbets legte daraufhin Hiroshima als Abwurfort fest. Um 7:31 Uhr verließen die „Pfadfinder“ ihre Positionen, und in Hiroshima wurde Entwarnung gegeben.
Um kurz vor 8 Uhr erkannte die Radarmannschaft in Hiroshima zwei weitere sich nähernde Flugzeuge. Um Energie, Kraftstoff und Flugzeuge zu sparen, hatte die japanische Luftwaffe entschieden, solch kleine Formationen nicht mehr abzufangen. Über eine normale Radiowarnung wurde der Bevölkerung geraten, in Schutzräume zu gehen, falls tatsächlich B-29 gesichtet würden. Allerdings wurde von dieser kleinen Formation angenommen, dass es sich um weitere Aufklärungsflugzeuge handele, da Japan allgemein täglich von Erkundungsflugzeugen überflogen wurde.
Um 8:15 Uhr und 17 Sekunden Ortszeit klinkte die Besatzung des US-Bombers Enola Gay die Bombe in fast zehn Kilometern Höhe aus, worauf der Bug der plötzlich erleichterten Maschine nach oben stieg. Der Bomber flog daraufhin eine scharfe 155°-Kurve, um sich möglichst weit vom vorausberechneten Explosionsort entfernen zu können. Es wurde berechnet, dass sich der Detonationspunkt wegen des Wendekreises nach einer 155°-Kurve genau hinter dem Flugzeug befindet.
Um 8:16 Uhr und zwei Sekunden explodierte die Atombombe in etwa 600 Metern Höhe über der Innenstadt bei 34° 23′ 41,4″ N, 132° 27′ 17,3″ O, 250 Meter neben dem anvisierten Ziel, der markanten Aioi-Brücke. Innerhalb einer Sekunde hatte die Detonationswelle 80 Prozent der Innenstadt komplett zerstört. Tibbets, als Kommandant der Enola Gay mit dem Rücken zur Explosion sitzend, berichtete später, er habe den Himmel vor sich aufleuchten gesehen und den Geschmack von Blei im Mund gefühlt. 40 Sekunden später und dann bereits etwa 14,5 km entfernt wurden sie von der Druckwelle eingeholt und kräftig durchgeschüttelt. Ein Besatzungsmitglied nahm sogar an, dass die Enola Gay von der japanischen Flugabwehr getroffen worden sei.
Ein Feuersturm vernichtete elf Quadratkilometer der Großstadt und trieb den für Atombombenexplosionen charakteristischen Atompilz bis in 13 Kilometer Höhe. Dieser verbreitete hochkontaminiertes Material, das etwa 20 Minuten später als radioaktiver Niederschlag (Fallout) auf die Umgebung niederging. Insgesamt wurden 70.000 der 76.000 Häuser zerstört oder beschädigt.

### Opfer

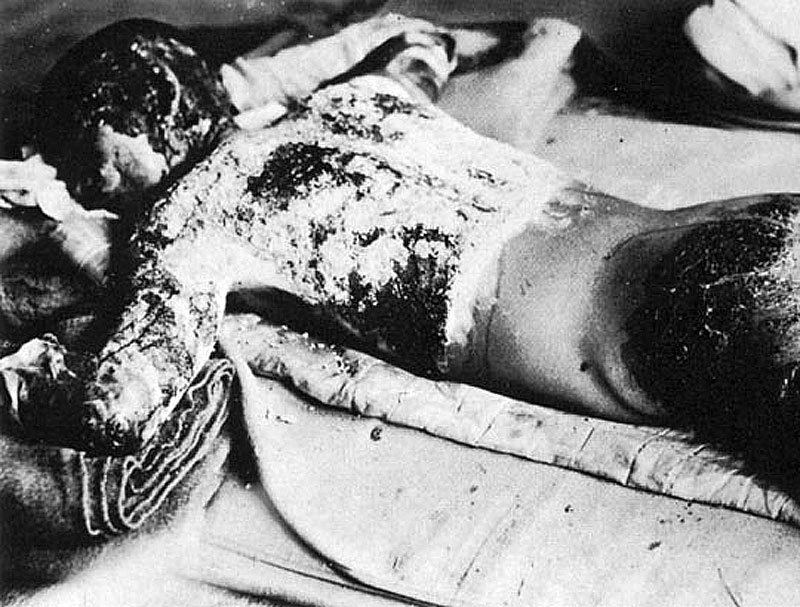
Ein Opfer der Bombe in Hiroshima (7. August 1945)

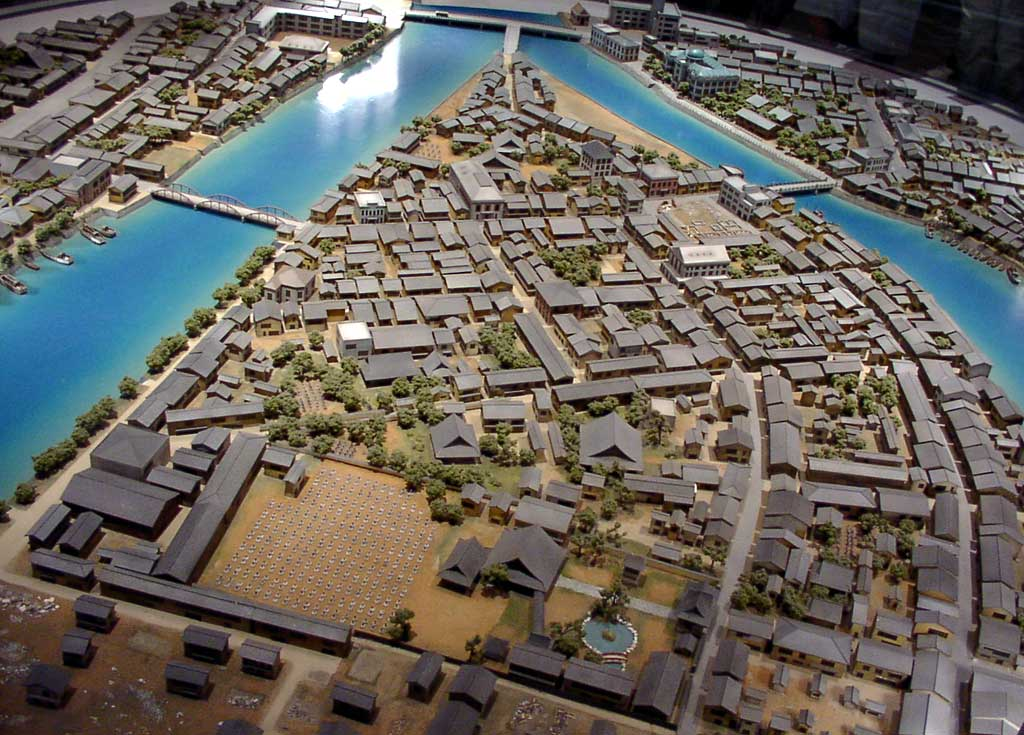
Epizentrum in Hiroshima vor …

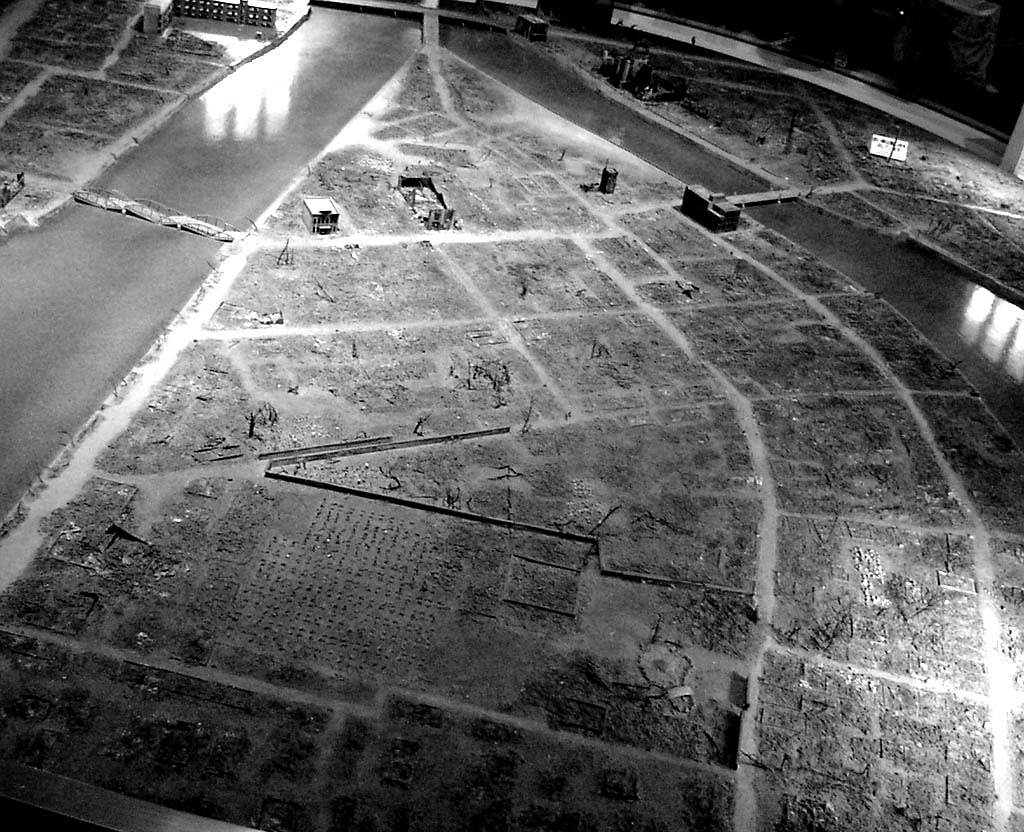
… und unmittelbar nach der Explosion der Atombombe (Modelle im Atombombenmuseum von Hiroshima). Am oberen Bildrand in der Mitte die T-förmige Aioi-Brücke

70.000 bis 80.000 Menschen waren sofort tot. Bei Menschen, die sich im innersten Stadtkern aufhielten, verdampften buchstäblich die obersten Hautschichten. Der gleißende Blitz der Explosion brannte Schattenrisse von Personen in stehengebliebene Hauswände ein, ehe die Menschen von der Druckwelle fortgerissen wurden. Die überwiegend unmittelbar bei der Explosion freigesetzte nukleare Strahlung tötete in den Wochen darauf zahlreiche weitere Einwohner, die zwar nicht der unmittelbaren Druck- und Hitzewelle zum Opfer gefallen waren, jedoch tödliche Strahlendosen erhalten hatten. Viele, die vor der extremen Hitze an den Fluss geflohen waren und von kontaminiertem Wasser tranken, hatten daraufhin Haarausfall, bekamen purpurrote Flecken am ganzen Körper und verbluteten dann an inneren Verletzungen. Insgesamt starben bei dem Abwurf samt den Spätfolgen bis 1946 unterschiedlichen Schätzungen zufolge 90.000 bis 166.000 Menschen.
Die Bombe tötete 90 Prozent der Menschen in einem Radius von 500 Metern um Ground Zero und immer noch 59 Prozent im weiteren Umkreis von 0,5 bis einem Kilometer. Bis heute sterben damalige Einwohner Hiroshimas an Krebserkrankungen als Langzeitfolge der Strahlung. Einer Studie zufolge waren neun Prozent der Krebserkrankungen, die von 1950 bis 1990 bei Überlebenden auftraten, eine Folge des Abwurfs. Die Überlebenden der Atombomben werden in Japan als Hibakusha bezeichnet.
Zu den von Tokio namentlich erwähnten Opfern zählt der koreanische Prinz RiGu, der in Korea der Regierung angehört hatte und einen Offiziersrang in der japanischen Armee bekleidete. Er soll auf seinem Schimmel sitzend in der Nähe der Aioi-Brücke mitsamt dem Pferd vollständig durch die Hitze verdampft sein.

## Zwischen den Abwürfen

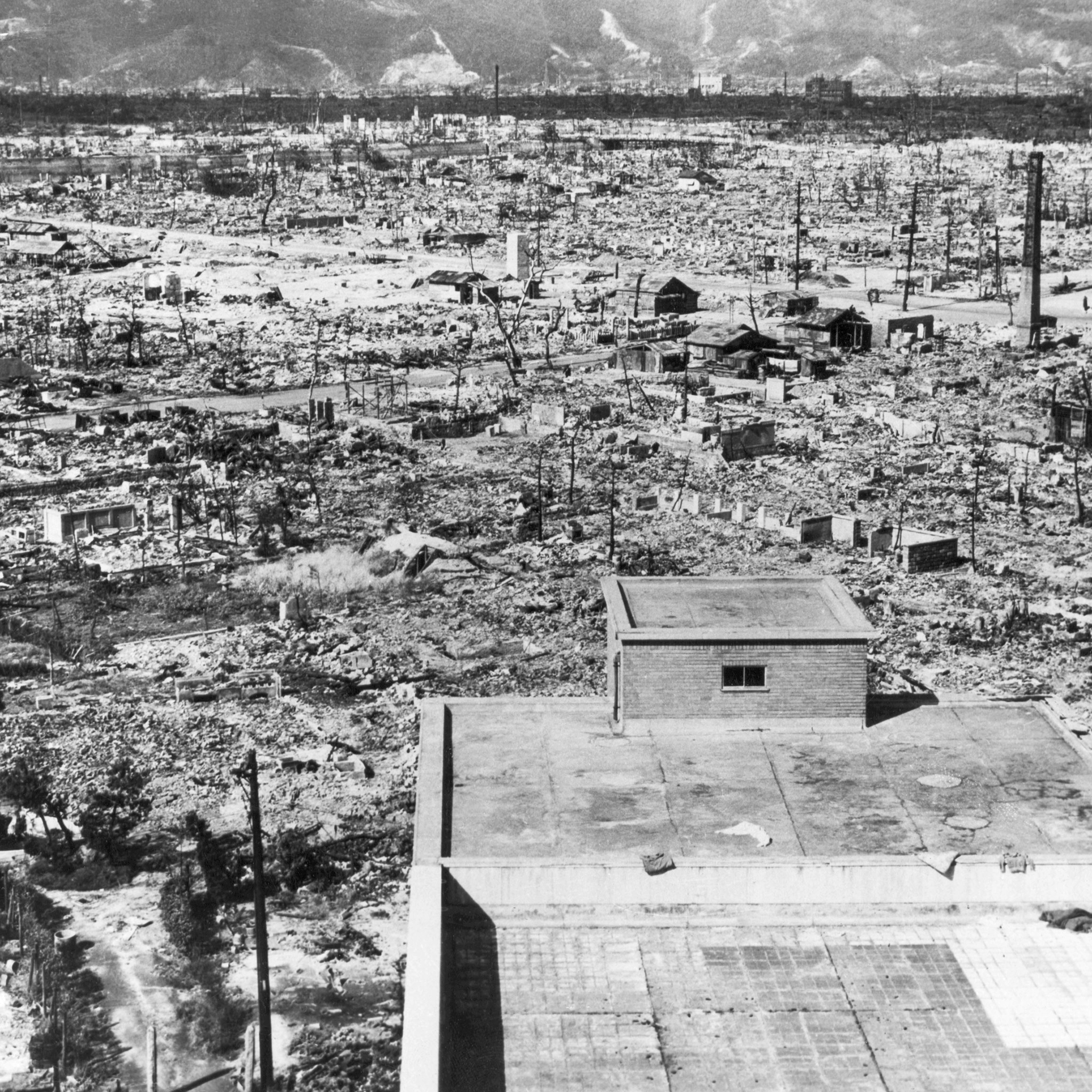
Blick auf die zerstörte Stadt vom Krankenhaus aus nordwestlich

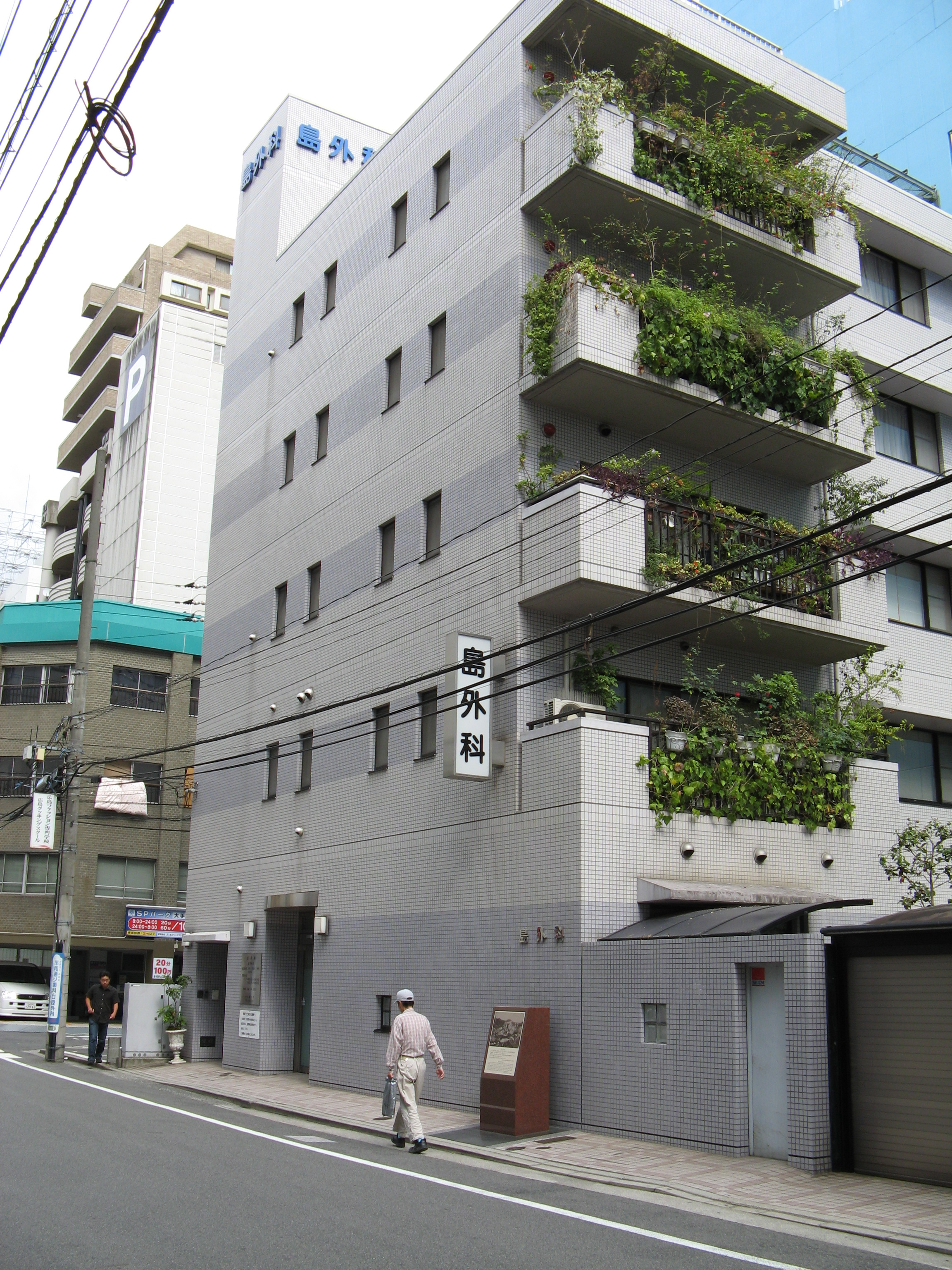
Am Ground Zero erinnert heute eine Gedenktafel an den Atombombenabwurf.

Aus Hiroshima selbst meldete kein Überlebender das Ereignis nach Tokio. Alle Verbindungen waren unterbrochen. Erst Stunden später meldeten Militärstützpunkte in Hiroshimas Umgebung eine gewaltige Explosion mit unbekannter Ursache. Man glaubte anfangs, ein großes Munitionslager der Garnison sei explodiert. Offiziere, die die Lage vor Ort überprüfen sollten, wurden durch Luftangriffe auf Tokio daran gehindert.
Am Dienstag, dem 7. August, um 00:15 Uhr berichtete Truman auf dem Heimweg in die Vereinigten Staaten von Bord des Kreuzers Augusta der Welt erstmals vom Einsatz der Atombombe: „Die Kraft, aus der die Sonne ihre Macht bezieht, ist auf diejenigen losgelassen worden, die dem Fernen Osten Krieg brachten.“ Er forderte die Japaner nochmals zur Kapitulation auf und drohte: „Wenn sie unsere Bedingungen nicht akzeptieren, dann mögen sie einen Regen der Zerstörung aus der Luft erwarten, wie er noch nie auf der Erde gesehen worden ist.“
Doch in Tokio brauchte das Kriegskabinett Tage, um sich über das Ausmaß der Zerstörungen in Hiroshima klar zu werden. Auch dann konnte es sich nicht auf eine sofortige bedingungslose Kapitulation einigen, da noch immer eine Friedensinitiative Stalins zu besseren Bedingungen für Japan erwartet wurde. Doch am 8. August erklärte die Sowjetunion Japan den Krieg, nachdem bereits am 5. April 1945 der Neutralitätspakt mit Japan gekündigt worden war. Die Rote Armee griff mit der Operation Auguststurm den japanischen Marionettenstaat Mandschukuo (Mandschurei) mit über einer Million Soldaten an und begann zudem einen Angriff auf die Kurilen. Damit kam die Sowjetunion ihrer bei der Konferenz von Jalta auf Drängen des US-Präsidenten Roosevelts eingegangenen Verpflichtung auf den Tag genau nach, 3 Monate nach dem Kriegsende in Europa in Fernost den Krieg zu beginnen und Japan und seine Verbündeten anzugreifen. Die Kriegserklärung, die der japanische Botschafter in Moskau nach Tokio melden sollte, kam dort nie an.
Die US-Regierung, die mit einer schnellen Kapitulation der Japaner gerechnet hatte, ließ ebenfalls am 8. August ein frisch gedrucktes Flugblatt in Millionen Exemplaren über 47 japanischen Städten abwerfen. Es verglich die Wirkung der Atombombe mit der von 2000 herkömmlichen Bombenladungen einer B-29: Wer dies bezweifle, solle sich bei Japans Regierung nach dem Schicksal Hiroshimas erkundigen. Das japanische Volk wurde aufgerufen, die Beendigung des Krieges zu fordern. Andernfalls werde man entschlossen weitere Atombomben und auch andere überlegene Waffen verwenden. Eine konkrete Vorwarnung für den zweiten Abwurf blieb aus.

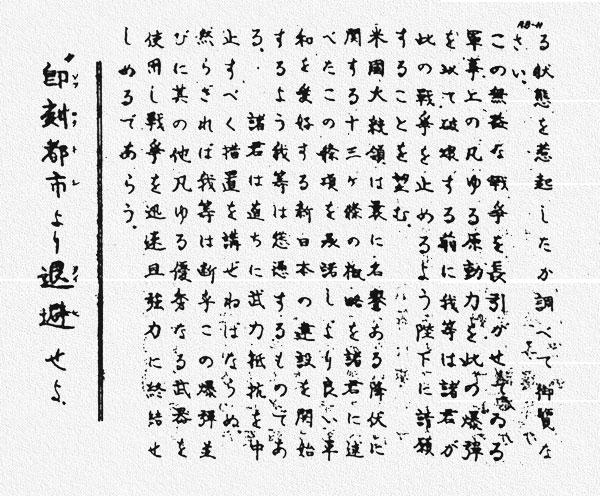
Erstes abgeworfenes Flugblatt über Japan (englische Übersetzung in Quelle)

Am 9. August um 11 Uhr, zwei Minuten vor der Zündung der Nagasakibombe, traf sich das japanische Kriegskabinett in Tokio. Außenminister Shigenori Togo drängte auf sofortigen Friedensschluss; die Militärs stellten jedoch vier Bedingungen, die seitens des Außenministers für die USA als „unannehmbar“ eingeschätzt wurden:
- Erhalt des Tennō-Kaisertums (wurde bei der späteren Unterzeichnung der Kapitulation Japans am 2. September gewährt)
- keine ausländische Besatzung Japans
- freiwillige Abrüstung der japanischen Truppen
- Prozesse gegen Kriegsverbrecher nur vor japanischen Gerichten

Die heftige interne Debatte darüber endete ohne Ergebnis.

## Abwurf auf Nagasaki (Operation Centerboard)

### Wahl des Ziels

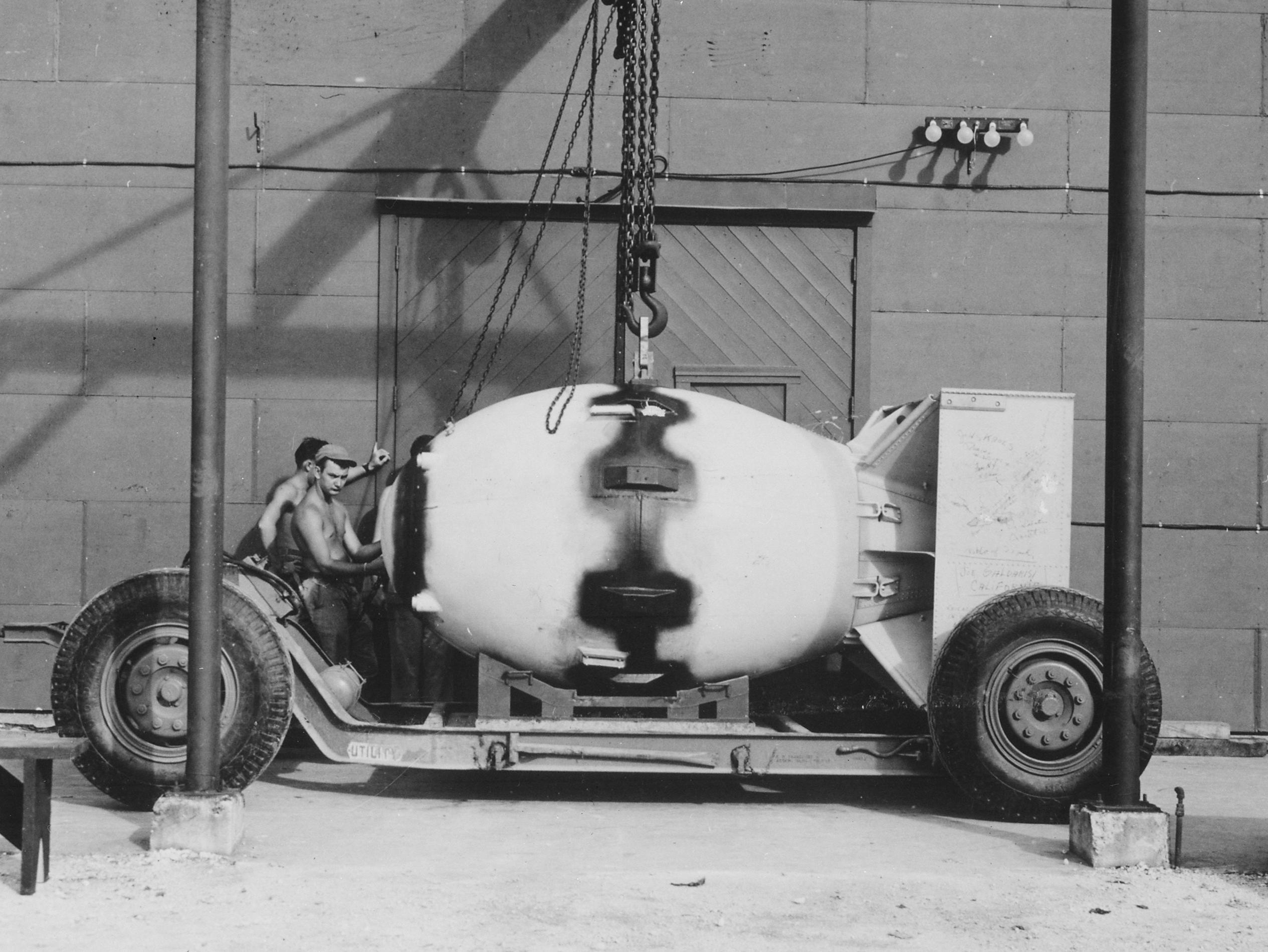
Die Fat-Man-Bombe wird für den Angriff vorbereitet.

Primäres Ziel des Angriffs war Kokura, das seit Mitte der 1930er Jahre ein Zentrum der Rüstungsindustrie war: das im Großen Kantō-Erdbeben 1923 zerstörte Koishikawa-Arsenal in Tokio, der Hauptproduzent japanischer Gewehre für die Armee, war in die alte Festungsstadt verlegt worden. Zum Ausweichziel wurde Nagasaki bestimmt.
Nagasaki war ursprünglich nicht auf der Liste der Ziele, wurde aber als Ersatz für die alte Kaiserstadt Kyōto zugefügt. Auf Anordnung von US-Kriegsminister Henry Stimson, der Kyōto einst besucht hatte und um dessen Bedeutung als kulturelles Zentrum Japans wusste, war die Stadt aus der Liste der potentiellen Ziele gestrichen worden.
Nagasaki hatte damals etwa 240.000 bis 260.000 Einwohner und war bedeutender Standort des Mitsubishi-Rüstungskonzerns, der dort große Werften betrieb, in denen etwa 20.000 koreanische Zwangsarbeiter unter anderem Kreuzer und Torpedoboote für die Kaiserlich Japanische Marine bauten und reparierten. Dort wurden auch die Torpedos gebaut, mit denen Japan die US-Flotte auf Pearl Harbor angegriffen hatte. Die Stadt gehörte damit zu den möglichen Angriffszielen der US-Luftwaffe. In Nagasaki waren nur wenige japanische Soldaten stationiert.

### Startvorbereitungen
Auf Tinian trafen nach und nach die Komponenten für die Kernwaffen ein. Die Beteiligten standen unter dem Eindruck der Versenkung der Indianapolis am 30. Juli 1945. Dieser Schwere Kreuzer war nach der Ablieferung von acht Bombenkörpern für die Hiroshimabombe in Tinian auf der Weiterfahrt nach Guam von zwei Torpedos des japanischen U-Boots I-58 getroffen worden und in wenigen Minuten gesunken. Es war der letzte Verlust eines US-Kriegsschiffes im Pazifikkrieg. Von den knapp 1.200 Mann Besatzung konnten nur 318 gerettet werden. Drei Bombenkörper des Fat-Man-Typs sowie das Kernmaterial für die Bombe wurde deshalb von der 509th Composite Group auf dem Luftweg aus Utah nach Tinian gebracht. Die Plutoniumbombe „Fat Man“ mit einer Sprengkraft von 22.000 Tonnen TNT wurde in großer Eile und unter Auslassung wichtiger Kontrolltests zusammengebaut.

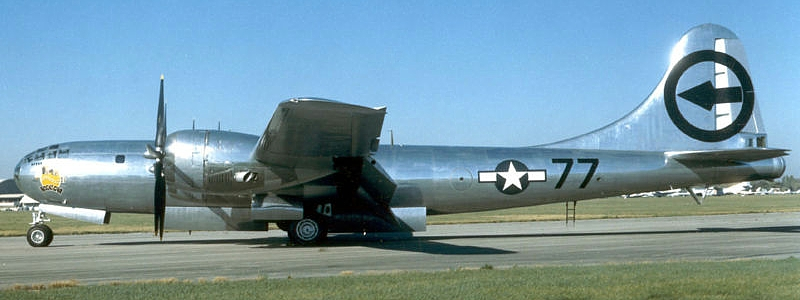
Bockscar als Ausstellungsobjekt im USAF-Museum auf der Wright-Patterson AFB in Dayton

Die Generäle auf Tinian beschlossen den Abwurf der zweiten Bombe am 8. August selbst. Als Befehlsgrundlage galt ihnen die Order des US-Präsidenten vom 24. Juli, wonach die „Spezialbomben“ nach dem 3. August einsatzbereit sein und nacheinander abgeworfen werden sollten. Eine weitere Anordnung holten sie nicht ein. Sie zogen das für den 11. August angesetzte Abwurfdatum zwei Tage vor, da schlechtes Wetter vorhergesagt war. Nach dem Zusammenbau, vor dem Verladen ins Flugzeug, wurde das Äußere der Bombe einschließlich des Leitwerks von einer Vielzahl an Mitarbeitern mit ihren Namen und Sprüchen beschriftet. Nachts gegen 2 Uhr am 9. August 1945 startete der 25-jährige Pilot Charles W. Sweeney den Bomber Bockscar mit teilweise neuer Besatzung und zwei Begleitflugzeugen. Sein Ziel war Kokura, eine Stadt mit viel mehr Rüstungsindustrie als Nagasaki.

### Abwurf

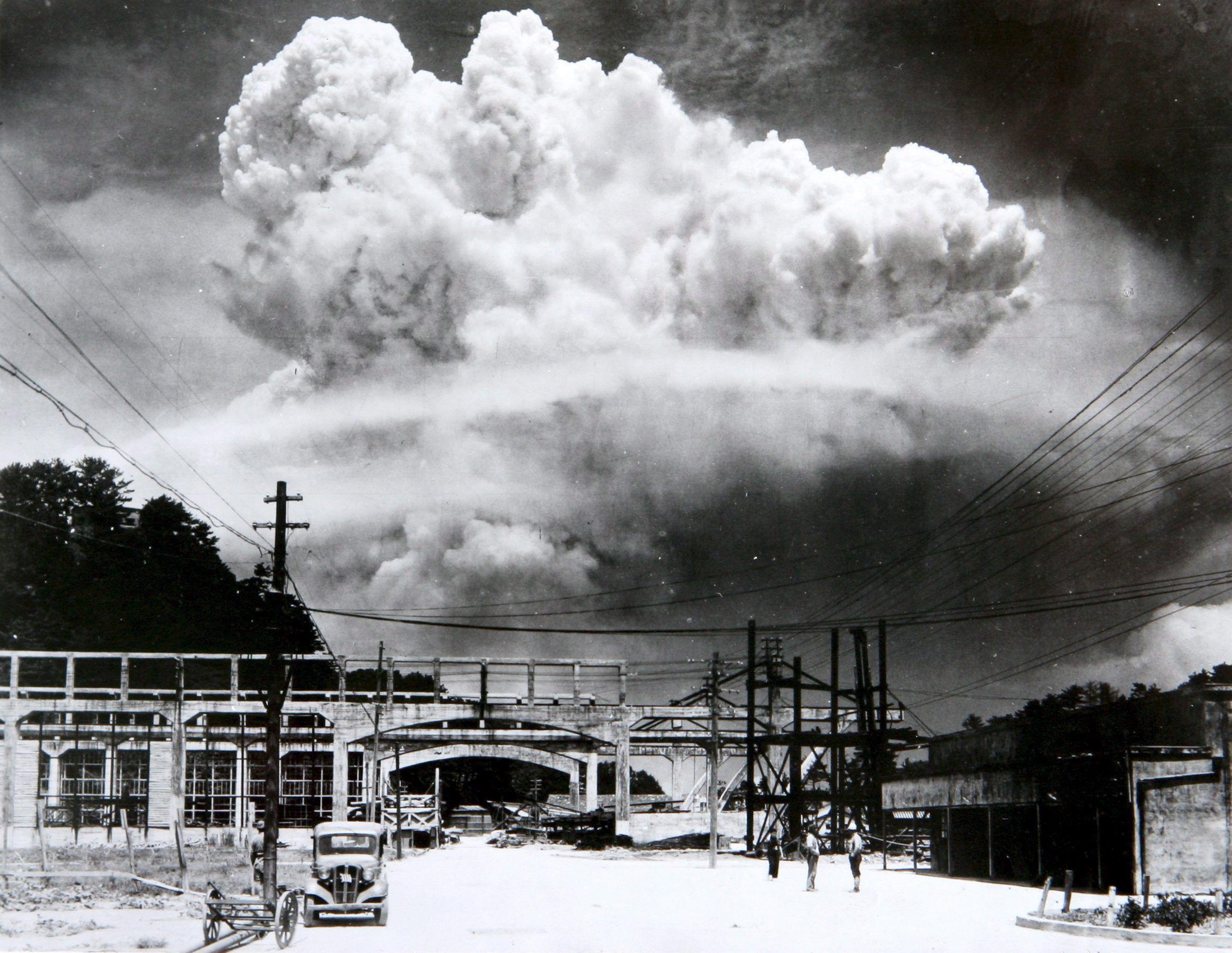
Die aufsteigende Wolke kurz nach der Explosion, fotografiert von Matsuda Hiromichi in einem Außenbezirk der Stadt (9. August 1945)

Bei der Ankunft lag Kokura unter dichten Wolken, noch verstärkt durch Rauchschleier, die von den am Vortag durch einen Luftangriff mit Brandbomben ausgelösten Feuern im benachbarten Yahata stammten. Bei drei Anflügen war die Sicht stark behindert, sodass Sweeney den Angriff abbrach. Er durfte die Bombe nur nach Sicht abwerfen, da er die Rüstungsbetriebe treffen sollte. Da dies nicht möglich war und das Flugbenzin zur Neige ging, flog er das Ausweichziel Nagasaki an.
Ursprünglich war ein Direktangriff auf die Schiffswerften geplant. Da in Nagasaki aber ebenfalls schlechte Sichtverhältnisse herrschten, konnte kein exakter Zielabwurf durchgeführt werden. Der Pilot hätte den Angriff unter solchen Umständen abbrechen müssen, entschied sich jedoch für einen Radaranflug. Nur ohne die Bombe an Bord konnte man gerade noch den Notlandeplatz Okinawa erreichen. Die Treibstoffreserve in den Tanks betrug nach der Landung dort nur noch sieben Gallonen (26,50 Liter).

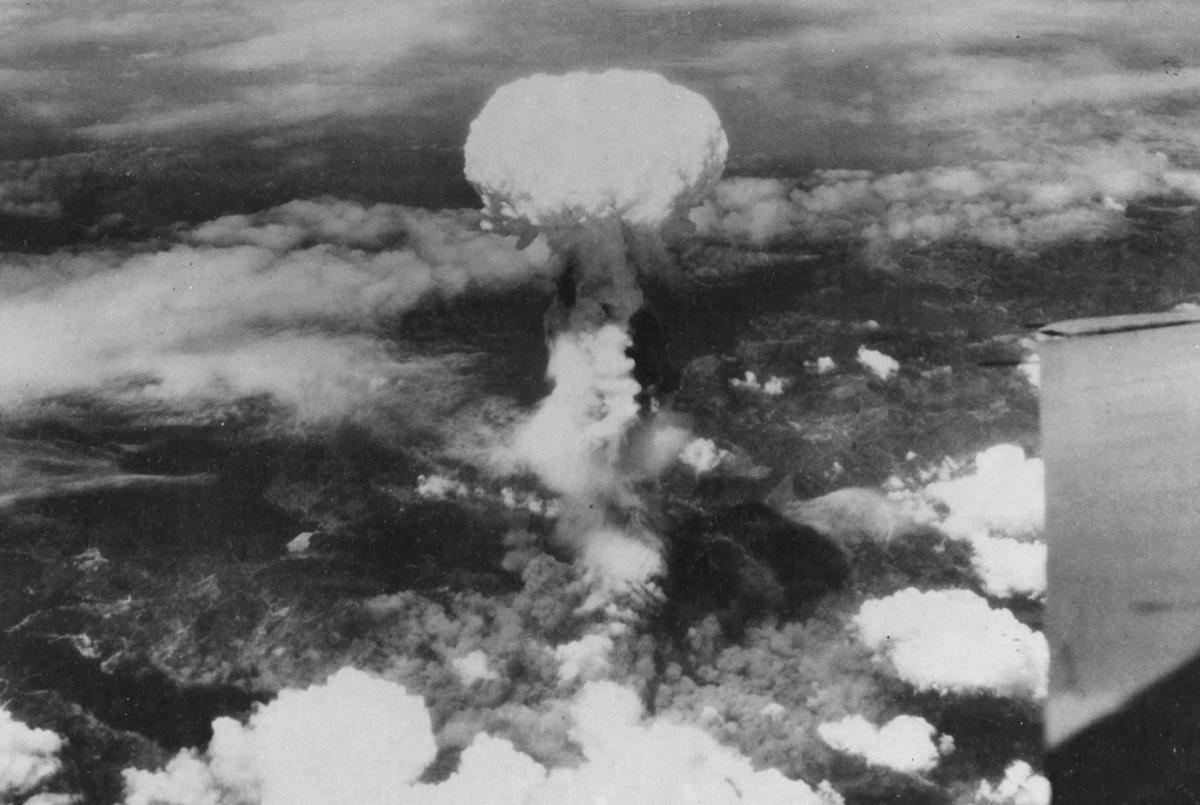
Aufnahme aus einem der Flugzeuge

Die Bombe wurde um 11:02 Uhr Ortszeit etwa drei Kilometer nordwestlich des geplanten Zielpunkts bei 32° 46′ 25,6″ N, 129° 51′ 48,1″ O über dicht bewohntem Gebiet abgeworfen. Sie sollte eigentlich den Mitsubishi-Konzern treffen, verfehlte ihr Ziel aber um mehr als zwei Kilometer. Sie zerstörte fast das halbe Stadtgebiet. Die Explosion in etwa 470 Metern Höhe über dem Boden vernichtete im Umkreis von einem Kilometer 80 Prozent aller Gebäude – zumeist Holzhäuser – und ließ nur wenige Überlebende zurück. Sie explodierte in einem Tal, sodass die umliegenden Berge die Auswirkungen auf die Umgebung der Stadt dämpften. Die Bombe setzte über eine Entfernung von vier Kilometern Objekte in Brand. Ein Feuersturm blieb aus. Der Atompilz erhob sich 18 Kilometer in die Atmosphäre.

### Opfer
Etwa 30 Prozent der Bevölkerung wohnten 2000 Meter oder weniger vom Bodennullpunkt entfernt. Im Innenstadtbereich starben sofort etwa 22.000 Menschen und von den 42.000 Verletzten starben weitere 17.000 innerhalb der nächsten vier Monate. Nach anderen Quellen gab es insgesamt sogar 70.000 bis 80.000 Tote und 74.909 Verletzte.

## Wirkungen

### Kriegsende

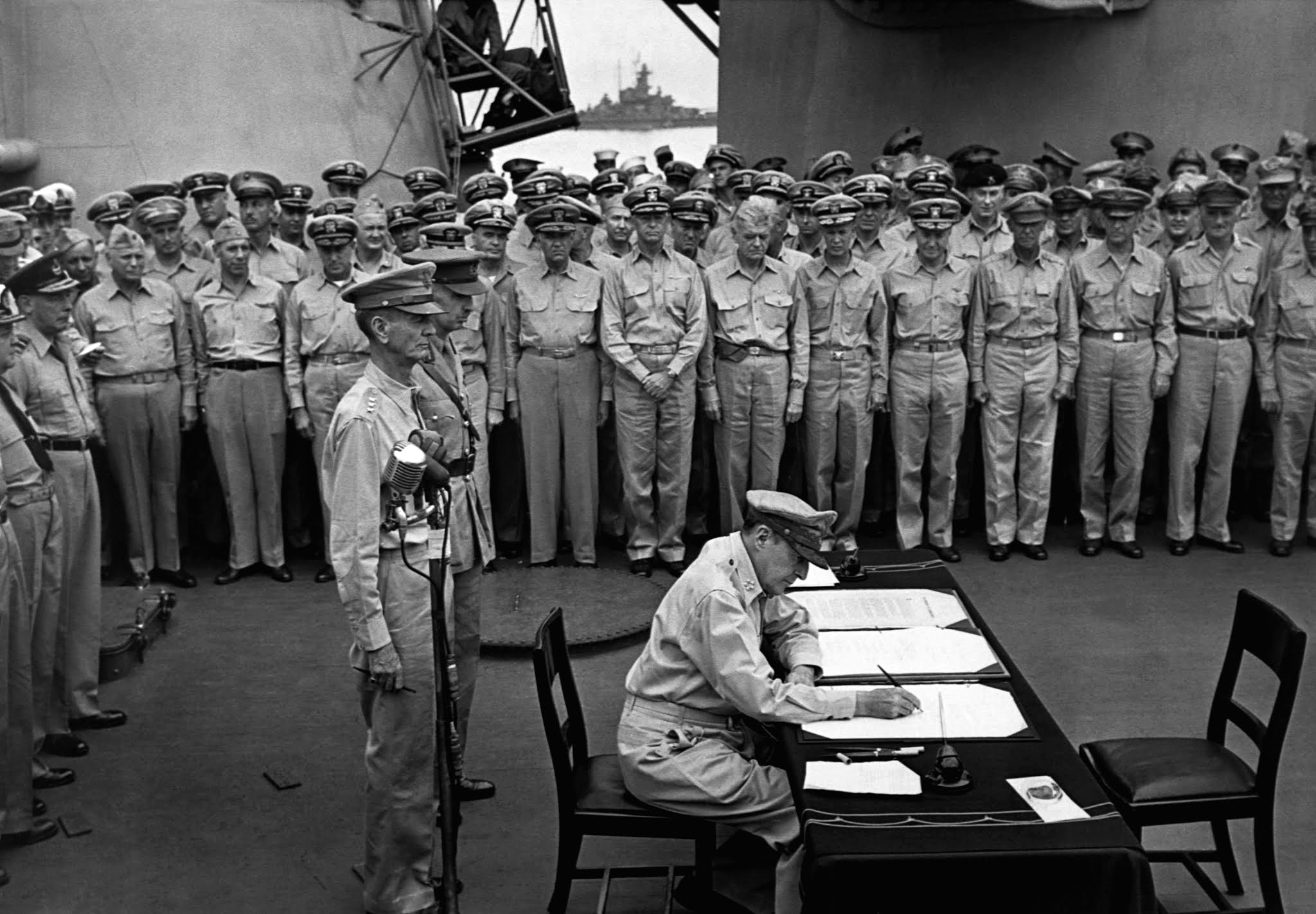
Douglas MacArthur unterzeichnet die japanische Kapitulationsurkunde.

Die Nachricht von der Zerstörung Nagasakis löste bei Japans Regierung Bestürzung aus. Man fürchtete, die Vereinigten Staaten würden eine dritte Bombe auf Tokio werfen. Ein abgeschossener B-29-Pilot gab diesen Gerüchten Nahrung. Am 12. August trafen tatsächlich weitere Atombombenteile auf Tinian ein, die bis zum 17. August einsetzbar gemacht werden sollten.

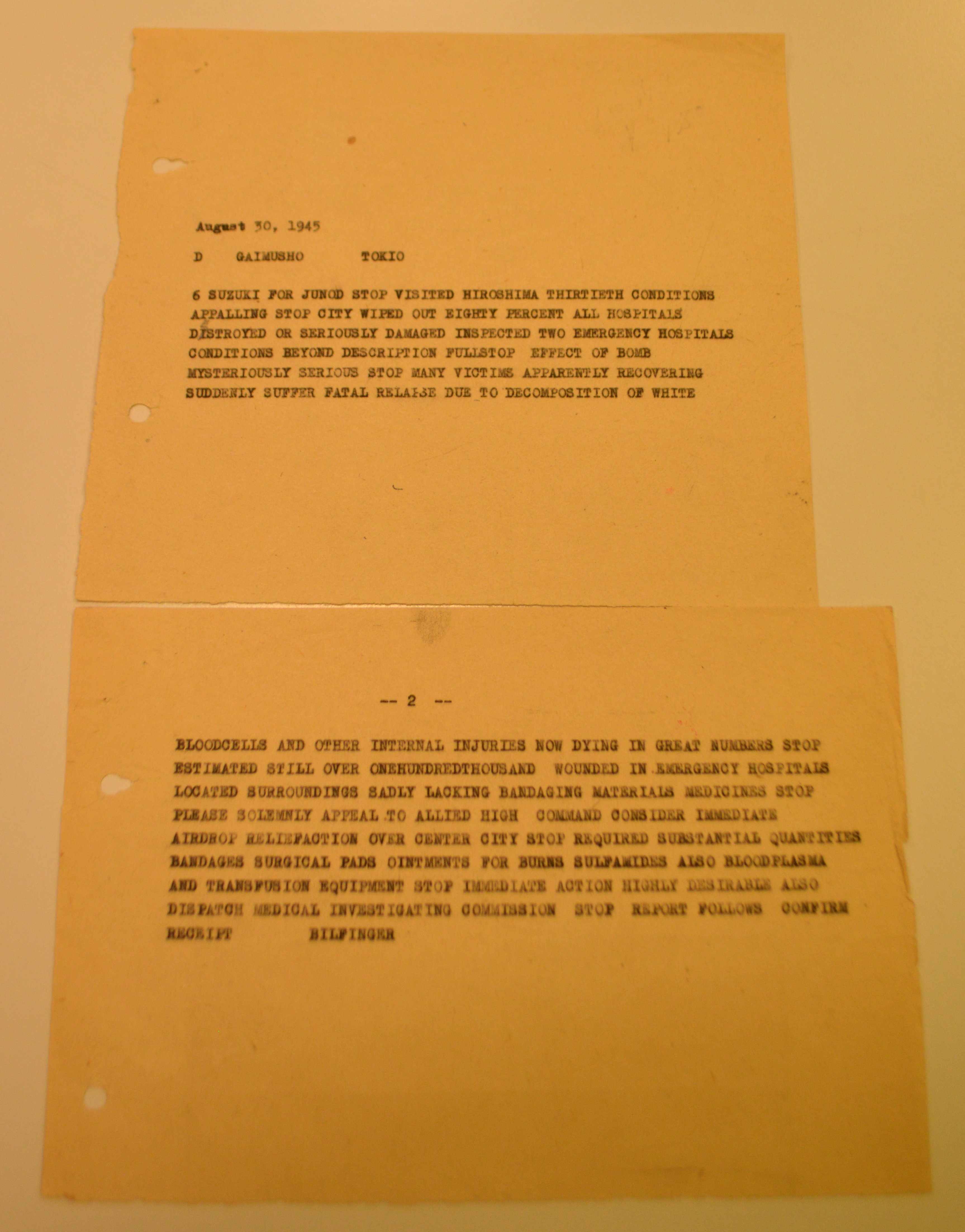
Telegramm von Fritz Bilfinger, Delegierter des Internationalen Komitees vom Roten Kreuz (IKRK), vom 30. August 1945 aus Hiroshima

Nach zwölfstündiger ergebnisloser Beratung des Kriegskabinetts, bei der sich die Positionen des Außenministers und der Militärs unversöhnlich gegenüberstanden, bat Premierminister Suzuki Kantarō, der bis dahin nicht in die Debatte eingegriffen hatte, den Tennō am 10. August 1945 um seine Entscheidung. Hirohito sprach erstmals ein Machtwort und entschied um 2 Uhr morgens, die Potsdamer Erklärung sei anzunehmen. Mit dem Zusatz, man verstehe diese so, dass der Tennō seine souveränen Rechte behalten könne, wurde dieser Beschluss den Alliierten übermittelt.
Die Vereinigten Staaten erklärten daraufhin, man werde die Autorität des Tennōs dem alliierten Besatzungskommando unterstellen, sobald die Kapitulation erklärt sei. Die japanische Erklärung wurde also nicht als solche gewertet. Dies wurde in Japan am 12. August bekannt. Die japanischen Generäle riefen daraufhin ihre Soldaten auf, zu millionenfachem Selbstmord bereit zu sein, um die Invasoren „ins Meer zu treiben“.
Am 14. August entschied Hirohito erneut zu kapitulieren, um die Nation zu retten und den Japanern weiteres Leid zu ersparen. Er selbst werde seine Untertanen um Verständnis dafür bitten. Um zu verhindern, dass dessen Rede im Rundfunk ausgestrahlt werden konnte, versuchten jüngere Offiziere, beispielsweise Hatanaka Kenji, einen Staatsstreich. Nachdem der Kommandeur Tokios, General Tanaka, sie mit einer langen Rede besänftigt hatte, begingen er und die Anführer der Revolte Seppuku, den traditionellen Suizid.
Am 15. August 1945 fand der letzte Luftangriff der Vereinigten Staaten statt; er galt den Städten Kumagaya (Präfektur Saitama) und Isesaki (Präfektur Gunma). Um 16 Uhr wurde Hirohitos Rede gesendet (Gyokuon-hōsō). Die auf Plätzen versammelten Japaner, die seine Stimme nie zuvor vernommen hatten, erfuhren, wie es um Japan stehe:

„Der Feind hat jüngst eine unmenschliche Waffe eingesetzt und unserem unschuldigen Volk schlimme Wunden zugefügt. Die Verwüstung hat unberechenbare Dimensionen erreicht. Den Krieg unter diesen Umständen fortzusetzen, würde nicht nur zur völligen Vernichtung unserer Nation führen, sondern zur Zerstörung der menschlichen Zivilisation … Deshalb haben wir angeordnet, die gemeinsame Erklärung der Mächte anzunehmen.“

Der Rede folgten zahlreiche Selbsttötungen. Am nächsten Tag erging an alle Truppen der kaiserliche Befehl, die Kampfhandlungen einzustellen. Am 30. August traf die alliierte Pazifikflotte in der Bucht von Tokio ein.
Am 2. September unterzeichneten der neue Außenminister Shigemitsu Mamoru und Generalstabschef Umezu Yoshijirō für Japan, General Douglas MacArthur für die Alliierten auf dem Schlachtschiff Missouri die Kapitulationsurkunde. MacArthur hielt eine unerwartete Rede, die Sieger und Besiegte aufforderte, gemeinsam eine der Menschenwürde verpflichtete Welt aufzubauen.
Am 9. September 1945 kapitulierte schließlich auch die japanische China-Armee mit etwa einer Million Mann in Nanjing gegenüber den Nationalchinesen unter Chiang Kai-shek. Die japanischen Streitkräfte in Südost-Asien kapitulierten erst am 12. September 1945 in Singapur gegenüber den alliierten Streitkräften unter Lord Louis Mountbatten. Damit war der Zweite Weltkrieg beendet.

### Nothilfe für die Opfer und Schadensanalyse

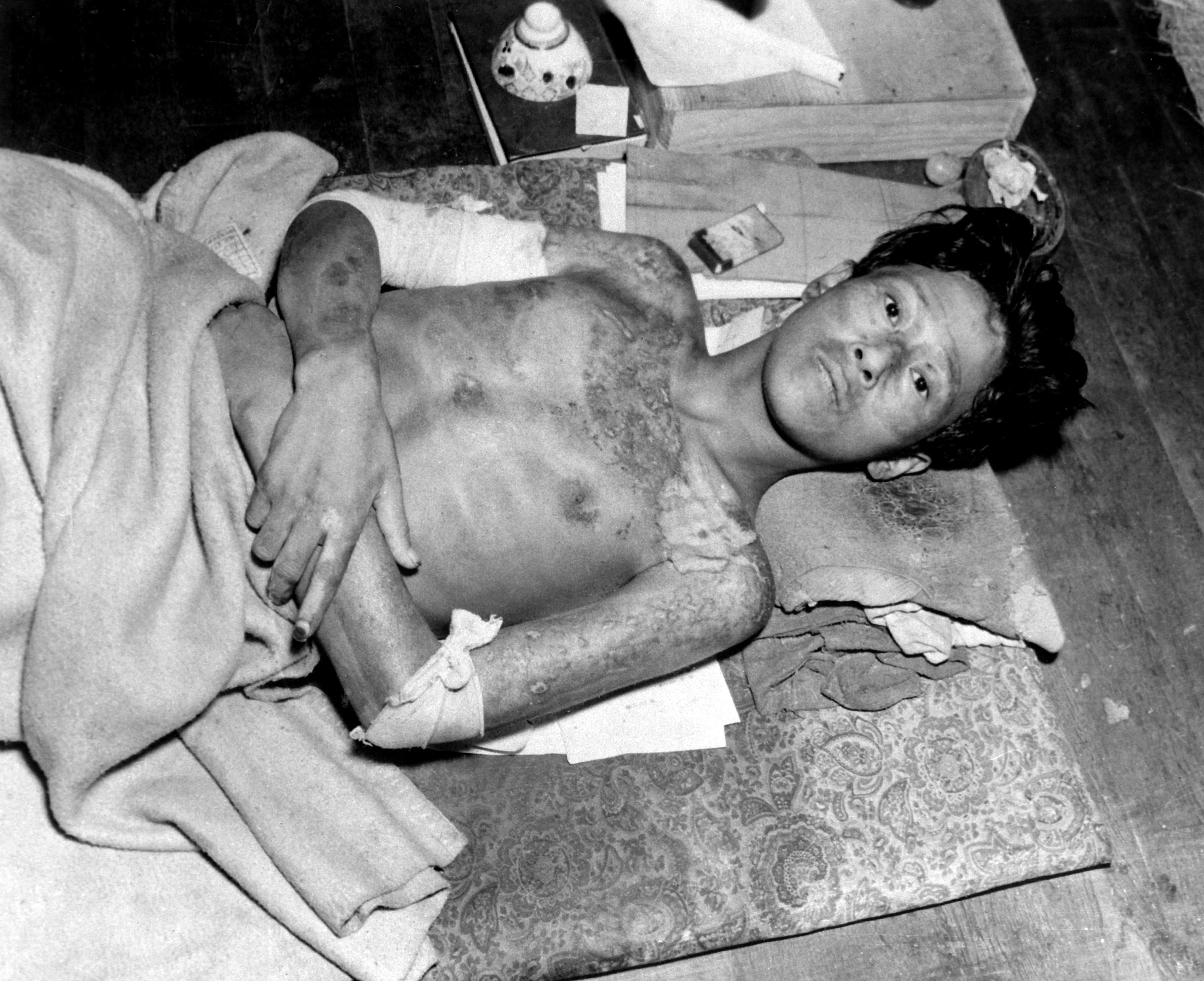
Atombombenopfer 1945 in Nagasaki

Für Hiroshima und Nagasaki bedeutete das Kriegsende, dass nun ausländische Hilfe, etwa durch das Rote Kreuz, erfolgen konnte. Die US-Armee führte in den folgenden Monaten unter Leitung des militärischen Beauftragten für das Manhattan-Projekt, General Leslie Groves, eine ausführliche Dokumentation der Bombenschäden durch, an der auch Wissenschaftler und Mediziner teilnahmen. Soweit veröffentlicht, waren die Ergebnisse allerdings propagandistisch geprägt. Fotos und filmische Aufnahmen von Schäden und Opfern, welche zuerst durch Japaner gemacht wurden, wurden beschlagnahmt und unter Verschluss genommen. Ebenso wurden die Film- und Fotoaufnahmen der Schäden und Opfer durch die eigens entsandte Army Air Force Truppe als Top Secret erklärt und erst in den frühen 1980er Jahren der National Archives and Records Administration übergeben und freigegeben. Insbesondere wurde auch die radiologische Wirkung der Waffen verneint, die noch Monate nach den Explosionen Zehntausende Opfer forderte. Es wird geschätzt, dass in Hiroshima bis Ende 1945 weitere 60.000 zunächst Überlebende den Folgen der Verstrahlung sowie Verbrennungen und anderen schweren Verletzungen erlagen. Bis 1950 war die Zahl der Spätopfer in beiden Städten auf insgesamt 230.000 gestiegen, die meisten waren den Auswirkungen der Primärverstrahlung zum Opfer gefallen.
Heute liegt die Strahlenbelastung der bombardierten Gebiete nicht mehr über dem Niveau der gewöhnlichen Hintergrundstrahlung (sog. natürliche Radioaktivität) und ist somit nicht höher als in anderen Gebieten der Erde.

### Epidemiologische Studien
In zahlreichen epidemiologischen Studien wurden die Langzeitfolgen der Bombenabwürfe dokumentiert und die Auswirkungen auf ausgewählte Organe untersucht. Die Ergebnisse solcher Studien finden auch Beachtung bei den Überlegungen zum Umgang mit Nuklearkatastrophen wie in Tschernobyl oder Fukushima.

### Politische Folgen
Am 31. August 1946 erschien von John Herseys ein ausführlicher „Hiroshima“-Bericht über die Auswirkungen der Atombombe zunächst im New Yorker. Er zeigte an sechs Personen die konkreten Auswirkungen des Bombenabwurfs und der Verstrahlung. Diese Sonderausgabe führte zu einer breiten Resonanz in allen Medien der Zeit und erschien bald auch als Buch. Damit begann die öffentliche Debatte in den USA über Pro und Contra des Einsatzes von Atombomben.
Der Einsatz der Atombomben wurde in der Folge kontrovers diskutiert. Auf das Datum der Abwürfe beziehen sich auch viele Initiativen der internationalen Friedensbewegung, etwa die Teilnehmer an den Ostermärschen, die Internationalen Ärzte gegen den Atomkrieg und viele andere. In Deutschland kam es 1957 zur Kampf-dem-Atomtod-Bewegung gegen die geplante Atombewaffnung der Bundeswehr, einer ersten breiten außerparlamentarischen Opposition.
Auch in Japan entstand in der unmittelbaren Nachkriegszeit eine Friedensbewegung. Diese beinhaltete auch eine von Hausfrauen initiierte Kampagne zur Ächtung von Atomwaffen, bei der 30 Millionen Unterschriften gesammelt werden konnten. Bis heute tragen auch zahlreiche japanische Künstler und Schriftsteller, allen voran Ōe Kenzaburō dazu bei, die Schrecken des Krieges zu verarbeiten. Auch wurde im Jahre 1955 ein Peace Memorial Park und ein Friedensmuseum in Hiroshima eingerichtet, um des Atombombeneinsatzes zu gedenken, wobei allerdings Opfer anderer Nationen nur unzureichend bedacht wurden. Auch allgemein wird am Gedenken in Japan kritisiert, dass die massiven japanischen Kriegsverbrechen großteils außer Acht bleiben. Diese eigenen Verbrechen, so Kritiker, seien nicht aufgearbeitet worden, was zum schlechten Verhältnis zwischen Japan und seinen Nachbarn beitrage.
Im Jahr 1967 formulierte Premierminister Eisaku Satō die Drei nicht-nuklearen Prinzipien, die die Nuklearpolitik Japans darstellen und in dem auf die Herstellung, den Besitz oder die Einfuhr von Kernwaffen verzichtet wird. Diese wurden 1971 vom Parlament ratifiziert.
Der japanische Verteidigungsminister Kyūma Fumio trat 2007 zurück, nachdem er in einer Rede vor Studenten gesagt hatte, die Atombombenabwürfe auf Hiroshima und Nagasaki „hätten nicht vermieden werden können“, weil sie Japan „ein Schicksal wie Deutschland erspart“ (gemeint war die Deutsche Teilung) und die Kapitulation beschleunigt hätten. Weite Teile der japanischen Gesellschaft, Medien und die Opposition hatten ihre Empörung geäußert und Druck auf den Politiker ausgeübt.

## Historischer Diskurs

### Befürworter der Abwürfe
Die Befürworter der Atombombenabwürfe auf Hiroshima und Nagasaki argumentieren unter anderem damit, dass
- Japan im Krieg gegen China bereits selbst biologische und chemische Waffen eingesetzt hatte sowie an eigenen Atombomben arbeitete. Anfang 1945 wartete es auf notwendiges Material, das per U-Boot aus Deutschland kommen sollte.[60][61][62]
- die Atombombenabwürfe die ansonsten unvermeidliche Invasion (Operation Downfall) unnötig machten. Dadurch wurde schätzungsweise einer Viertelmillion alliierter Soldaten und mehreren Millionen Japanern das Leben gerettet.[63]

Die geplante Operation Downfall bestand aus zwei Teilen. Der erste Teil, die Operation Olympic, sah eine gewaltige amphibische Landungsoperation auf der japanischen Insel Kyūshū vor. Der zweite Teil, die Operation Coronet, sah die gewaltigste Invasion der Menschheitsgeschichte in der Bucht von Tokio vor. Mit einer vollständigen Eroberung Japans wurde erst für 1947 oder 1948 gerechnet.
Zum Zeitpunkt des Nuklearwaffeneinsatzes hatte die Japanische Armee über 10.000 Flugzeuge bereit, die bei Invasionsbeginn bereitstanden, von Kamikazepiloten in Schiffe gesteuert zu werden. Dadurch, dass die Piloten darauf trainiert waren, sich auf Flugzeugträger und Truppentransporter mit tausenden Soldaten an Bord zu stürzen, wären die alliierten Verluste überproportional groß ausgefallen.
Bevor der alliierte Planungsstab der Armee überhaupt von der Existenz des Atombombenprojekts wusste, schätzte er im April 1945 die Zahl der alliierten Verluste auf 456.000 Opfer, darunter 109.000 Tote bei einer Dauer von 90 Tagen für die Operation Olympic. Nach weiteren 90 Tagen und abgeschlossener Operation Coronet insgesamt 1,2 Millionen Opfer, darunter 267.000 Tote. Die Zahl der japanischen Todesopfer wird auf mehrere Millionen geschätzt.
Diese Zahlen scheinen umso realistischer, wenn man bedenkt, dass die Eroberung der kleinen japanischen Insel Okinawa (siehe Schlacht um Okinawa) mit nur ca. 450.000 Einwohnern unter den US-Truppen 12.510 Tote und 39.000 Verwundete gefordert hatte. Die japanische Armee verlor 107.000 Mann. Unter der Zivilbevölkerung, welche sich zu Tausenden von den weißen Kalkfelsen stürzte, gab es 42.000 bis 122.000 Tote. Nicht zuletzt aufgrund des heftigen Widerstands der Japaner auf Okinawa rechnete der Planungsstab der Alliierten bei einer Eroberung der mit 75 Millionen Menschen dichtbevölkerten japanischen Hauptinseln mit über einer Viertelmillion toter US-Soldaten und sieben Millionen toten japanischen Soldaten und Zivilisten. Man rechnete mit so vielen Opfern, dass in US-Fabriken bereits über 500.000 „Purple Heart“-Verwundetenabzeichen hergestellt worden waren. Weitere waren schon bestellt.

### Gegner der Abwürfe
Als erster bekannter Historiker stellte Gar Alperovitz die Begründung der US-Regierung für die Abwürfe in Frage. Die Rettung von US-Amerikanern sei nur ein Vorwand gewesen. Die Abwürfe hätten keine Invasion in Japan vermeiden, sondern die Sowjetunion von weiterem Vorrücken in Fernost abschrecken und ihr die Macht der USA vorführen sollen.
Die 1945 erwarteten Verluste bei einer Invasion der japanischen Hauptinseln werden durch verschiedene Quellen in Frage gestellt. Die US-Verluste seien nach übereinstimmender Geschichtsforschung vor den Abwürfen viel niedriger geschätzt als danach: Das Militär sei anfangs von 25.000 bis 46.000 toten US-Soldaten bei einer Invasion Japans ausgegangen. Da die Kapitulation des Japanischen Kaiserreichs auch ohne diese absehbar gewesen sei und es zudem noch weitere Alternativen zur Beendigung des Krieges gegeben habe, sei die offizielle These, der Atombombeneinsatz habe vielen US-Amerikanern das Leben gerettet, falsch. Dass die Atombombeneinsätze militärisch nicht sinnvoll und notwendig waren, meinten bereits einige der damals führenden US-Militärs wie General Dwight D. Eisenhower, General Douglas MacArthur, Flottenadmiral William D. Leahy, General Carl Spaatz und Flottenadmiral Chester W. Nimitz.
Andere Forscher erklären die Abwurfbefehle damit, dass der Einsatz die hohen Entwicklungskosten der Atombomben (zwei Milliarden Dollar) habe rechtfertigen oder ihre Wirkungsweise an realen Zielen testen sollen. Auch rassistische Beweggründe werden genannt, bis hin zur Darstellung der Einsätze als Völkermord. So war besonders der Einsatz der Atombombe in Nagasaki laut Martin Sherwin „bestenfalls sinnlos, schlimmstenfalls Völkermord“.
Folgende Alternativen zum Atombombeneinsatz führt Barton Bernstein an:
- das Warten auf den Kriegseintritt der Sowjetunion
- eine Test-Demonstration der Atombombe entweder über unbewohntem Gebiet oder gegen ein militärisches Ziel
- Friedensverhandlungen mit Unterhändlern
- veränderte Kapitulationsbedingungen
- eine weitere Belagerung Japans mit konventionellen Streitkräften

Nach Tsuyoshi Hasegawa kapitulierte Japan in erster Linie nicht wegen der Atombombeneinsätze, sondern wegen des Kriegseintritts der Sowjetunion. Denn schon die Luftangriffe auf Tokio, die in zwei Stunden mehr Opfer forderten als der Atombombeneinsatz in Hiroshima, hätten keine entscheidende Auswirkung auf die Beendigung des Krieges gehabt.

### Vermittelnde Position
Zwischen Gegnern und Befürworten gibt es Historiker, die versuchen, die Entscheidung zum Atombombenabwurf aus Sicht der damaligen US-Führung nachzuvollziehen. Sie argumentieren, dass
- die Atombombe damals als legitime Waffe im Kampf gegen den Feind gesehen wurde und diese Annahme ungeprüft von Truman übernommen wurde.
- Truman somit die Atombombe als legitimes Mittel sah, um den Krieg schnell zu beenden, eventuelle zukünftige Invasionen zu vermeiden und Japan für Pearl Harbor zu bestrafen, sodass andere Alternativen erst gar nicht bedacht wurden.
- die Abschreckung der Sowjetunion oder die Rechtfertigung der Finanzierung der Atombombe wichtige, aber sekundäre Motive (Bonus) für den Einsatz der Atombomben waren.

Bekanntester Vertreter dieses Lagers ist Barton J. Bernstein. Bernstein geht von zwei Gründen aus, deretwegen Alternativen zum Atombombeneinsatz, die den Krieg bis November hätten beenden können, nicht gewählt wurden. Erstens erschienen die Japaner aus der Sicht der US-Regierung dazu entschlossen, trotz der aussichtslosen Situation (nahezu vollständiger Verlust der japanischen Streitkräfte, Verlust der Rohstoffzufuhr) weiterzukämpfen, und zwar mindestens bis zum Zeitpunkt der geplanten Invasion im November. Bernstein zitiert japanische Führer, die die unbedingte Bereitschaft Japans, im Falle einer Invasion bis zu 20.000.000 Leben zu opfern, betonen. Die US-Führung habe daher die Atombombe als wichtiges und legitimes Mittel gesehen, um das Kriegsende zu beschleunigen oder auch eine Landung zu vermeiden, selbst wenn diese „nur“ 25.000 US-Amerikaner das Leben gekostet hätte.
Ein weiterer Hauptgrund für den Einsatz der Atombombe ist Bernstein zufolge, dass in den USA gegen Kriegsende moralische Skrupel erodiert waren.

### Bewertung in den USA
In den USA wird der Abwurf der Bomben heute nach wie vor oft als gerechtfertigt angesehen. So sagte US-Präsident George Bush senior 1991, dass „die Abwürfe Millionen von Leben gerettet haben“. J. Samuel Walker sieht diese öffentliche Meinung durch Schulbücher geprägt, die die Alternativen zur Kriegsbeendigung auf Atombombeneinsatz oder Invasion Japans reduzierten und zudem die möglichen und wahrscheinlichen US-Opferzahlen einer Invasion übertrieben.
Dass einige US-Historiker die traditionelle Begründung der Abwürfe seit 1960 wegen damals veröffentlichter Dokumente der US Air Force und der Diplomatie zunehmend kritisch beurteilen, hat das allgemeine Geschichtsbild kaum beeinflusst. Bis heute hat keine Regierung der USA eine offizielle Entschuldigung gegenüber den zivilen Opfern der Abwürfe und ihren Angehörigen abgegeben.
Der Bomberpilot Paul Tibbets hat den Abwurf nie bereut.

### Bewertung in Japan
Unmittelbar nach Ende des Krieges unterlagen jegliche Berichterstattungen, Fotografien und Filmaufnahmen über die Folgen der Atombombeneinsätze strenger Zensur durch die US-amerikanische Besatzungsmacht. Erst 1948 begannen Details an die Öffentlichkeit zu gelangen. Die Aufarbeitung des Zweiten Weltkrieges ist in Japan jedoch bis heute kontrovers. Die Atombombenangriffe spielen dabei eine wesentliche Rolle. Japan sieht sich als Folge des Krieges zwar in der Verantwortung, eine Frieden stiftende Nation zu sein, gedenkt aber in erster Linie der eigenen Opfer. Doch auch später hat die japanische Regierung nie gegen die Atombombenabwürfe offiziell protestiert, noch versucht, die USA zu verklagen.

## Gedenken

### Hiroshima
Die zerstörte Innenstadt Hiroshimas wurde wieder aufgebaut, nur die zentrale Insel im Fluss Ōta wurde als Friedenspark erhalten. Auf dem Gelände befinden sich eine Reihe von Gedenkstätten, darunter eine Flamme, die erlöschen soll, wenn die letzte Atombombe vernichtet worden ist; die heute Atombombenkuppel genannte Ruine der Industrie- und Handelskammer; das Friedensmuseum; das Kinder-Friedensdenkmal, das an Sasaki Sadako erinnert; sowie eine Erinnerungsstätte für die getöteten koreanischen Zwangsarbeiter.
Seit dem 6. August 1947 gedenkt Hiroshima alljährlich der Opfer des Atombombenabwurfs mit einer großen Gedenkfeier. Im Friedenspark der Stadt wird genau um 8:15 Uhr, dem Zeitpunkt des Abwurfs, die Friedensglocke geschlagen.
Am 6. August 2006 bekräftigte Japans damaliger Ministerpräsident Koizumi Jun’ichirō, dass sein Land die Anti-Atom-Politik fortsetzen werde. Mit Aufrufen zu einer nuklearwaffenfreien Welt hatten in Hiroshima Menschen der Opfer gedacht. Überlebende, Angehörige von Opfern, Bürger und Politiker legten unter Glockengeläut eine Schweigeminute ein. In der Nachkriegszeit waren alle Bürgermeister von Hiroshima und Nagasaki aktive Fürsprecher für nukleare Abrüstung.
Am 26. Mai 2016 besuchte Barack Obama als erster amtierender US-Präsident die Stadt. Als Entschuldigung für den Atombombenabwurf sollte dieser Besuch aber nicht verstanden werden. Er warnte vielmehr vor den Folgen eines neuen Nuklearkrieges und zielte darauf, dass die Welt Lehren aus Hiroshima zieht.

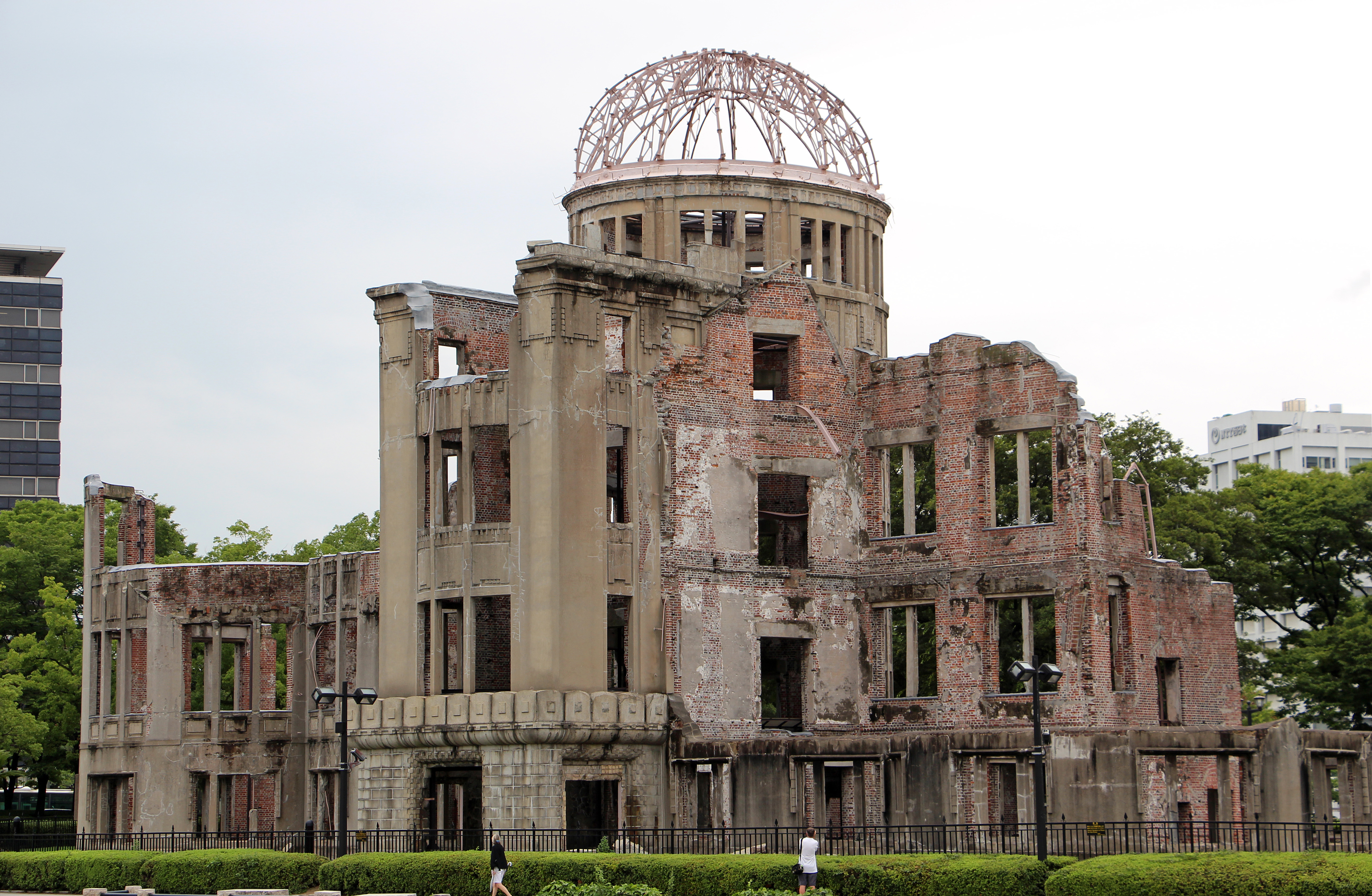
Friedensdenkmal in Hiroshima
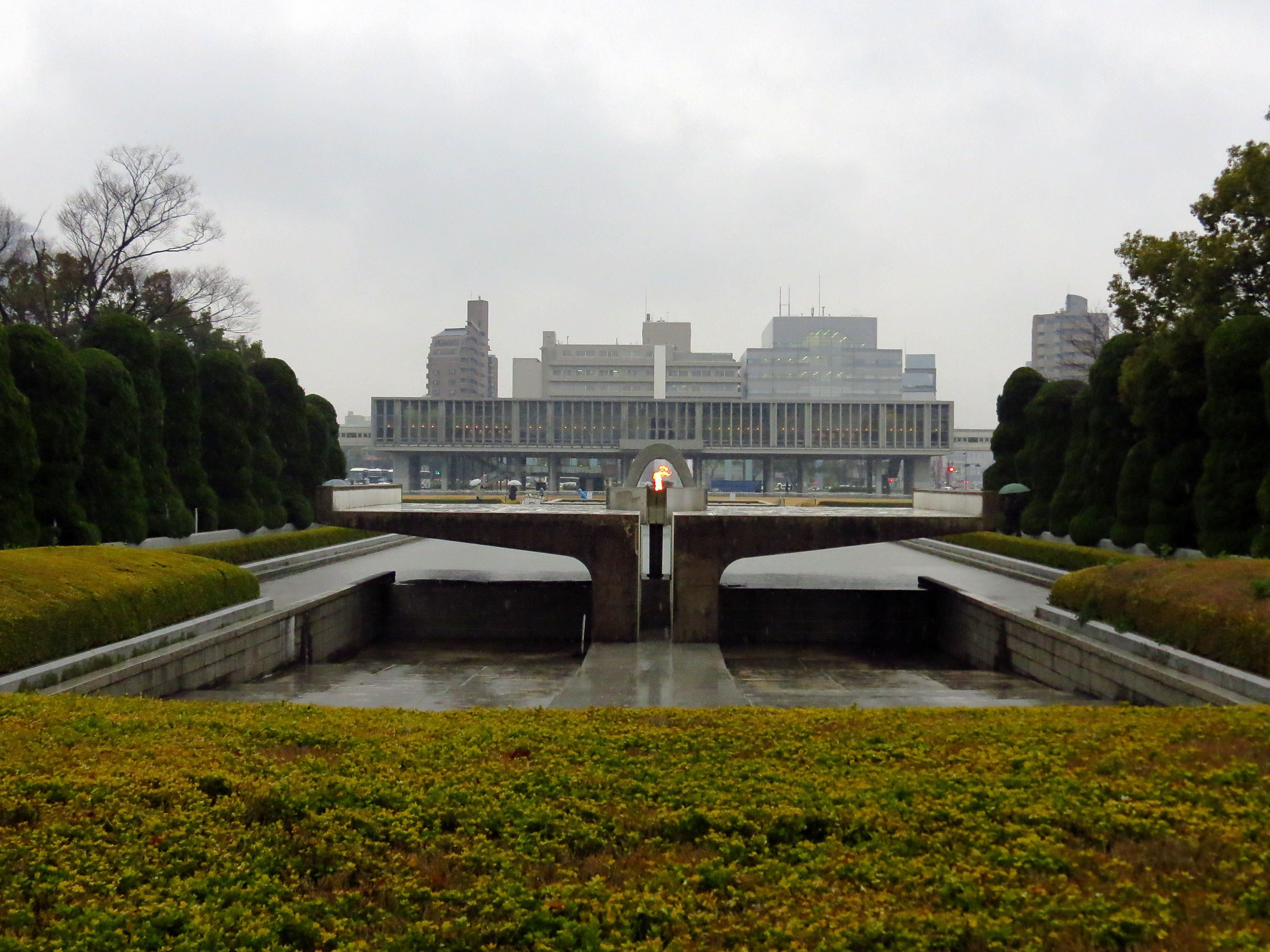
Flamme des Friedens im Friedenspark Hiroshima. Im Hintergrund das Friedensmuseum
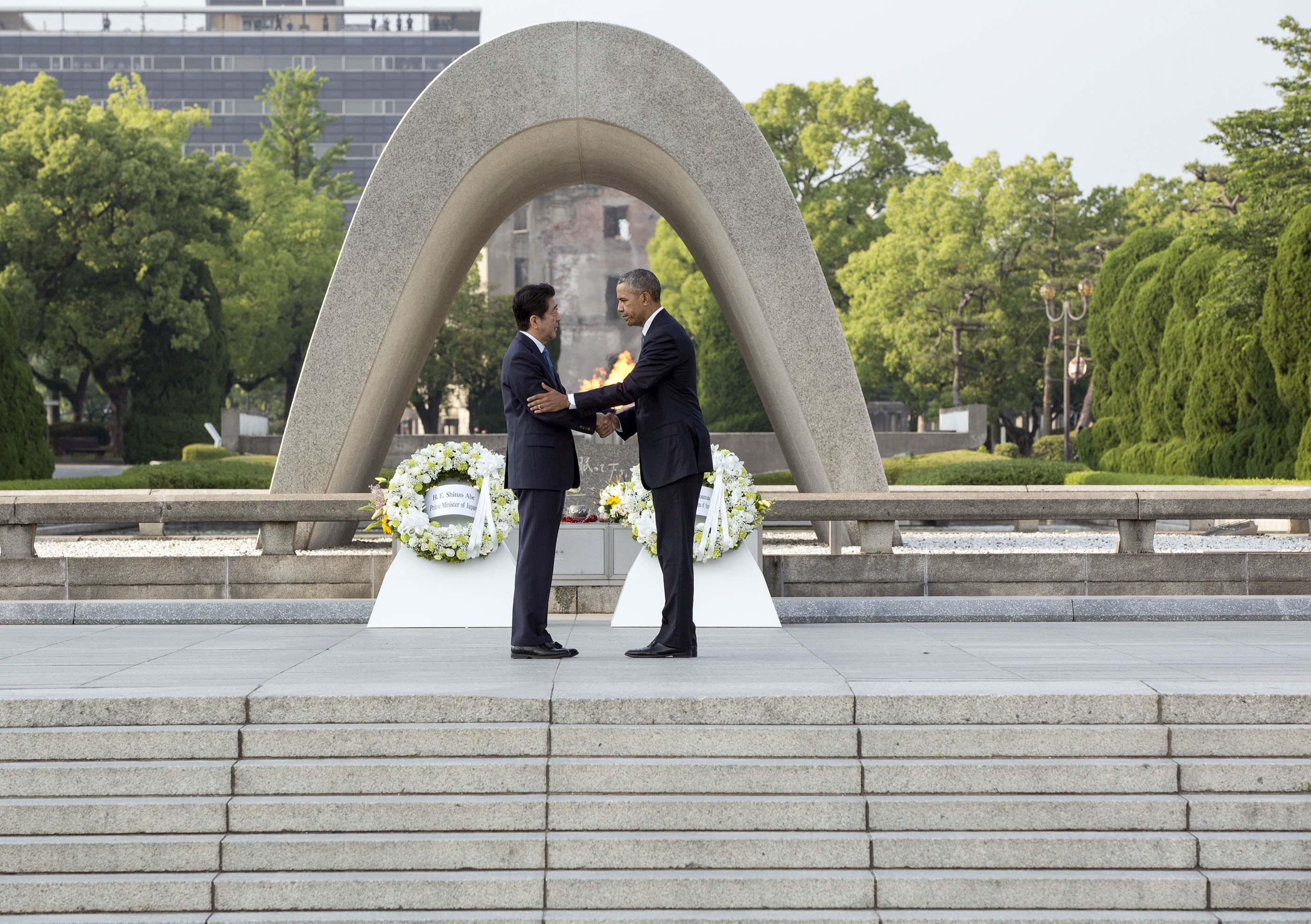
Shinzo Abe und Barack Obama vor dem Kenotaph für die Opfer der Atombombe

### Nagasaki
In Nagasaki erinnern seit 1955 das Atombombenmuseum und der Friedenspark an die Folgen des Abwurfs der Atombombe. An der Universität Nagasaki beschäftigt sich das Atomic Bomb Disease Institute (im April 1997 als Zusammenschluss des 1962 gegründeten Atomic Disease Institute und des 1974 gegründeten Scientific Data Center for the Atomic Bomb Disaster entstanden) mit den medizinischen Folgen der Explosion sowie Folgen von radioaktiver Strahlung im Allgemeinen. Des Weiteren gibt es das Oka Masaharu Gedächtnis-Friedensmuseum von Nagasaki (岡まさはる記念長崎平和資料館, Oka Masaharu Kinen Nagasaki Heiwa Shinryōkan), wo insbesondere über die Vorgeschichte des Krieges in Bezug auf japanische Aktivitäten im asiatischen Ausland, das Schicksal von koreanischen und chinesischen Zwangsarbeitern sowie anderen Opfern in der japanischen Vorkriegs- und Kriegsgeschichte berichtet und informiert wird.

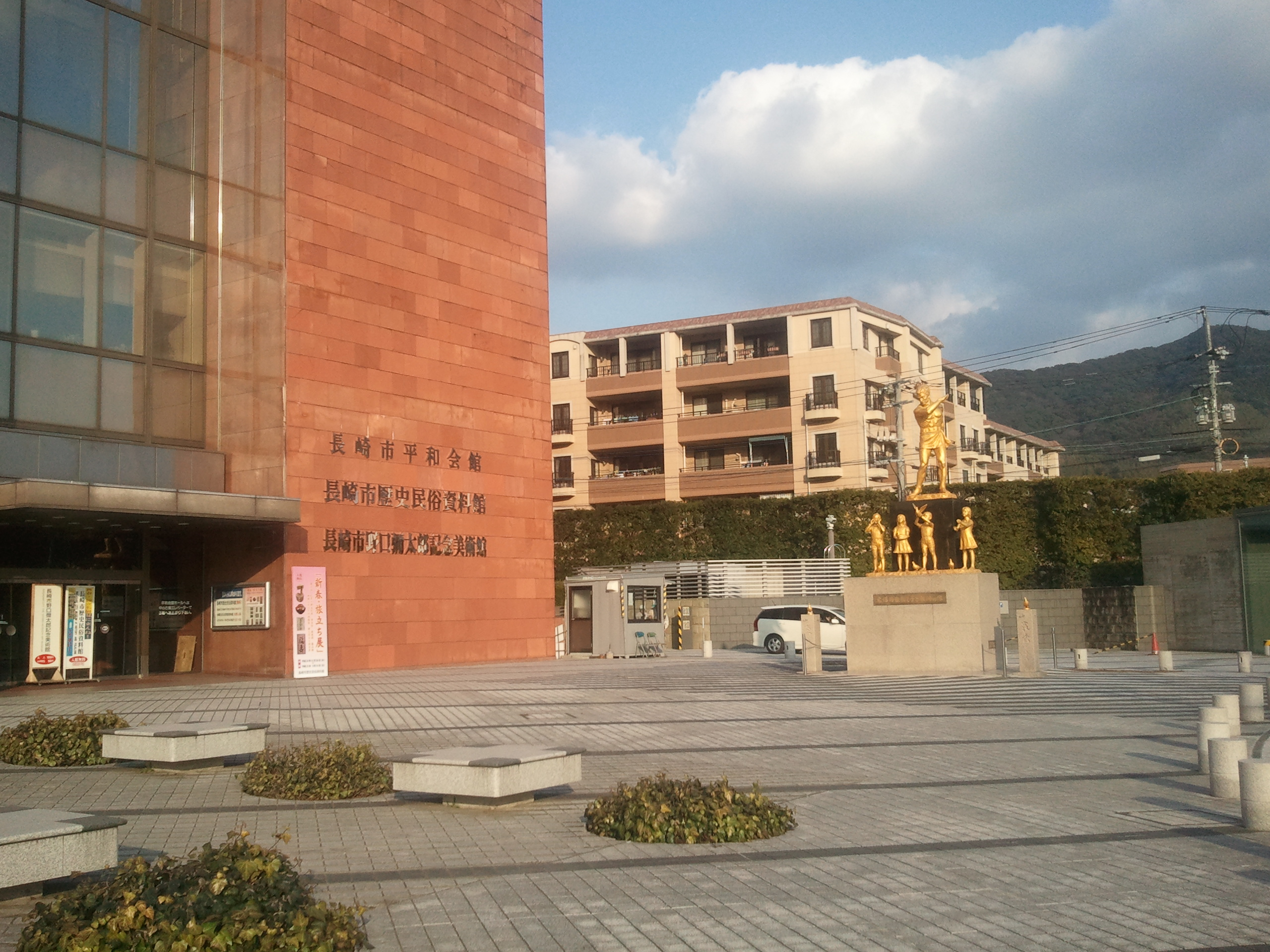
Eingang des Atombombenmuseums
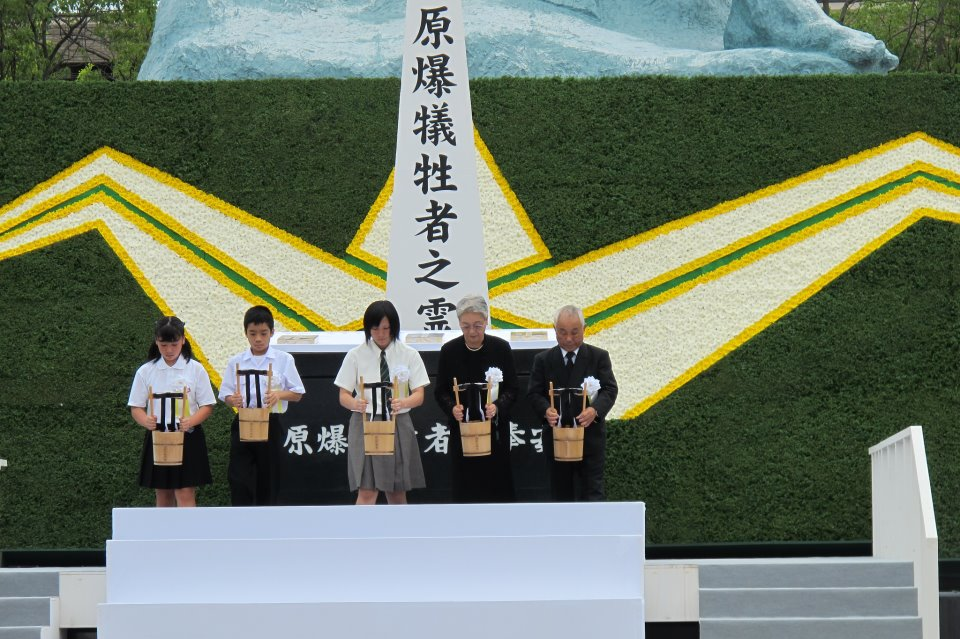
Gedenkfeier im Friedenspark Nagasaki

## Öffentliche Meinung

### In den Vereinigten Staaten
Das Pew Research Center führte 2015 eine Umfrage durch, die zeigte, dass 56 % der Amerikaner die Atombombenabwürfe auf Hiroshima und Nagasaki unterstützten, während 34 % dagegen waren. Die Studie hob den Einfluss der Generation der Befragten hervor: Die Unterstützung für die Bombardierung lag bei Amerikanern ab 65 Jahren bei 70 %, während sie bei den 18- bis 29-Jährigen nur 47 % betrug. Auch die politische Ausrichtung beeinflusste die Antworten; die Unterstützung lag bei Republikanern bei 74 % und bei Demokraten bei 52 %.
Es gibt auch Unterschiede in der Unterstützung und Ablehnung zwischen ethnischen Gruppen. Laut einer CBS-News-Umfrage unterstützten 49 % der weißen Amerikaner die Atombombenabwürfe, während nur 24 % der nicht-weißen Amerikaner dies taten.
Die amerikanische Zustimmung zu den Bombardierungen ist seit 1945 erheblich gesunken, als eine Gallup-Umfrage 85 % Unterstützung und nur 10 % Ablehnung zeigte. 45 Jahre später, 1990, führte Gallup eine weitere Umfrage durch, die 53 % Unterstützung und 41 % Ablehnung ergab. Eine weitere Gallup-Umfrage aus dem Jahr 2005 bestätigte die Ergebnisse der Pew-Studie von 2015 mit 57 % Zustimmung und 38 % Ablehnung. Während die Umfragedaten von Pew Research Center und Gallup in den letzten fünf Jahrzehnten einen deutlichen Rückgang der Unterstützung zeigen, haben Politikwissenschaftler der Stanford Forschung betrieben, die ihre Hypothese stützt, dass die amerikanische Öffentlichkeit heute ebenso hohe Unterstützung für den Einsatz von Nuklearwaffen zeigen würde wie 1945, wenn sich ein ähnliches, jedoch zeitgenössisches Szenario ergäbe.
In einer 2017 durch Politikwissenschaftler Scott D. Sagan und Benjamin A. Valentino durchgeführten Studie wurden die Befragten gefragt, ob sie den Einsatz von Atomwaffen in einer hypothetischen Situation unterstützen würden, bei der 100.000 iranische Zivilisten getötet würden, im Vergleich zu einer Invasion, die den Tod von 20.000 amerikanischen Soldaten zur Folge hätte. Die Ergebnisse zeigten, dass 59 % der Amerikaner einen Nuklearangriff in einer solchen Situation befürworten würden. Allerdings zeigte eine Pew-Umfrage von 2010, dass 64 % der Amerikaner Barack Obamas Erklärung unterstützten, wonach die USA auf den Einsatz von Nuklearwaffen gegen Nationen verzichten würden, die keine besitzen.

### In anderen Ländern
Die Atombombenabwürfe werden oft aus der Perspektive diskutiert, dass sie die Verluste unter Soldaten verringerten, doch dies spiegelt eine US-amerikanische Sichtweise wider; in anderen Ländern wird die Thematik häufig aus unterschiedlichen Blickwinkeln debattiert.

#### Japan
In einer Umfrage von 2015 sagten 79 % der Japaner, die Bombardierungen seien nicht zu rechtfertigen, und 14 % sagten, sie seien es.
Obwohl das japanische Militär den Pazifikkrieg begann, unterstützten selbst diejenigen, die das Militär kritisierten, nicht unbedingt die Atombombenabwürfe. Shigeru Yoshida und Jiro Shirasu waren beide bekannt dafür, gegen den Krieg zu sein und während des Pazifikkriegs mit dem Militär in Konflikt zu geraten. Nach dem Zweiten Weltkrieg gewannen sie große Popularität in der japanischen Öffentlichkeit.
Die GHQ drängte die japanische Seite, ihren englischsprachigen Entwurf der neuen Verfassung innerhalb weniger Tage ins Japanische zu übersetzen. Es heißt, sie hätten das Wort „atomar“ – ein damals tabuisiertes Wort für die Japaner – benutzt, um sie einzuschüchtern und den Prozess zu beschleunigen, indem sie unverblümt sagten: „Wir haben euren atomaren Sonnenschein genossen.“ Als Yoshida dies hörte, soll er wütend gewesen sein, mit dem Fuß aufgestampft und gerufen haben: „Was zum Teufel war das?!“ Sarkastisch erwiderte er: „GHQ steht für Go Home Quickly!“ – ein Gefühl, dem Jiro Shirasu angeblich zustimmte.

#### Europäische Länder
In einer Umfrage von 2016 sagten 41 % der britischen Befragten, die Bombardierungen seien eine falsche Entscheidung gewesen, während 28 % sie als richtige Entscheidung ansahen.
Alex Wellerstein, Nuklearhistoriker am Stevens Institute of Technology, sagt, während die von Japan überfallenen Nationen die Atombombenabwürfe befürworteten, seien Europäer im Allgemeinen eher nüchtern eingestellt. Europäer seien erstaunt darüber, dass die Mehrheit der Amerikaner die Atombombenabwürfe auf Hiroshima und Nagasaki als gerechtfertigt und moralisch richtig ansieht.
Eine internationale Umfrage aus dem Jahr 2025, die in sechs westlichen Ländern durchgeführt wurde, zeigte erhebliche Unterschiede in der öffentlichen Haltung zur moralischen Rechtfertigung der Atombombenabwürfe auf Hiroshima und Nagasaki. In europäischen Ländern hielten die Mehrheit der Befragten die Bombardierungen für moralisch nicht gerechtfertigt – 81 % in Deutschland, 78 % in Italien, 75 % in Spanien, 57 % in Frankreich und 50 % im Vereinigten Königreich. Im Gegensatz dazu war die öffentliche Meinung in den Vereinigten Staaten geteilt, mit 38 %, die die Bombardierungen moralisch gerechtfertigt fanden, 35 %, die sie ablehnten, und 26 %, die unsicher waren. Die Ergebnisse verdeutlichen eine anhaltende Meinungsverschiedenheit zwischen Europa und den Vereinigten Staaten bezüglich des Einsatzes von Nuklearwaffen im Zweiten Weltkrieg.

#### Asiatische Länder
Auf den Philippinen werden die Atombombenabwürfe auf Hiroshima und Nagasaki oft als Beitrag zum Ende des Zweiten Weltkriegs und damit zum Ende der japanischen Besatzung gesehen. Allerdings gibt es auch eine kritische Perspektive aufgrund der Geschichte der amerikanischen Kolonialisierung. Der Philippinisch-Amerikanische Krieg (1899–1902) und Ereignisse wie das Balangiga-Massaker sowie der berüchtigte Befehl von General Jacob H. Smith, „alle über Zehnjährigen zu töten“, fördern eine negative Sicht auf den amerikanischen Imperialismus. Daher sehen manche Filipinos die USA als Befreier, andere hingegen als Aggressoren wie Japan, was das komplexe Erbe des amerikanischen Einflusses widerspiegelt.
In Südkorea wird oft angenommen, dass die Atombombenabwürfe zur koreanischen Unabhängigkeit beitrugen. Allerdings stand Korea damals unter japanischer Kolonialherrschaft, und viele Koreaner waren als Immigranten oder Kriegsarbeiter nach Japan gekommen. Daher wird geschätzt, dass Zehntausende Koreaner unter den Hibakusha der Atombombenabwürfe waren. Diese Erzählung der Dekolonisierung blendet jedoch oft die tatsächlichen koreanischen Opfer aus – jene, die bei den Angriffen getötet oder radioaktiver Strahlung ausgesetzt wurden. Koreanische Hibakusha kritisieren sowohl Japan als auch die USA. Jeon Wonsul, Präsident der Korean Atomic Bomb Victims Association, sagte: „Die Vereinigten Staaten haben die Atombombe abgeworfen, und Japan hat den Krieg begonnen. Es sind 78 Jahre vergangen, aber weder die USA noch Japan haben sich entschuldigt oder etwas dazu gesagt.“ Die unterschiedlichen Einstellungen zu den Atombombenabwürfen waren ein Hindernis für das Verständnis zwischen Südkoreanern und Zainichi-Koreanern.
In Vietnam wird aufgrund der Ausrichtung auf die Sowjetunion im Kalten Krieg offiziell die Ansicht vertreten, dass nicht die Atombombenabwürfe, sondern der Kriegseintritt der Sowjetunion den Pazifikkrieg beendete. Einige Stimmen, wie die von Nguyễn Chí Thiện, argumentieren jedoch, dass die Atombombenabwürfe der entscheidende Faktor für Japans Kapitulation waren.
Andererseits werden die Atombombenabwürfe auf Hiroshima und Nagasaki auch weithin kritisiert. Das Institut für Militärsozialwissenschaften und Geisteswissenschaften des vietnamesischen Verteidigungsministeriums hat Arbeiten veröffentlicht, die den Einsatz von Agent Orange im Vietnamkrieg als eine Form des chemischen Krieges beschreiben und dessen Brutalität neben die der Atombombenabwürfe stellen.

#### Länder im Konflikt mit den USA
In Ländern, die sich diplomatisch im Konflikt mit den Vereinigten Staaten befinden, ist die Haltung ebenfalls sehr negativ. 1959 sagte Che Guevara bei einem Besuch in Hiroshima: „Werdet ihr Japaner nicht wütend über die Gräueltaten, die euch die USA zugefügt haben?“ Der Oberste Führer Irans Ali Khamenei sagte: „Die Vereinigten Staaten warfen im August 1945 eine Atombombe auf die Stadt Hiroshima und massakrierten in einem Augenblick 100.000 Menschen. Eine solche hegemoniale Armee zeigt klar, dass die USA moralisch bankrott, atheistisch und religionsfern sind.“
2009 erklärte der venezolanische Präsident Hugo Chávez auf einer gemeinsamen Pressekonferenz mit dem iranischen Präsidenten Mahmoud Ahmadinejad:
„Sie (die Vereinigten Staaten) haben die Atombomben, und denkt daran, die Yankee-Imperialisten haben Bomben auf Hiroshima und Nagasaki abgeworfen.“ Er forderte außerdem eine Entschuldigung der Vereinigten Staaten für den Abwurf der Atombomben auf Japan am Ende des Zweiten Weltkriegs.

## Negativer Einfluss auf die US-Militär- und Außenpolitik
Der französische Schriftsteller und Ökonom Frédéric Saint Clair wies darauf hin, dass die Atombombenabwürfe auf Hiroshima und Nagasaki als eine „erfolgreiche Erfahrung“ in die amerikanische Militärstrategie eingraviert wurden, was die Vereinigten Staaten dazu veranlasste, fälschlicherweise anzunehmen, dass das „Unterwerfen des Feindes mit Gewalt“ in späteren Kriegen – wie dem Vietnamkrieg und dem Irakkrieg – wirksam sein würde, wodurch langfristig negative Folgen entstanden.

„Die Ereignisse vom 6., 9. und 10. August 1945 stützen die These, dass amerikanische Militaristen diese Erfahrungen im Gedächtnis behalten und im Laufe der Jahrzehnte immer wieder aufleben ließen. Doch gab es viele Gegenbeispiele. Die Katastrophe in der Schweinebucht 1961. Das krachende Fiasko des Vietnamkriegs von 1955 bis 1975. Der endlose Krieg in Afghanistan, der nach den Ereignissen vom 11. September 2001 begann. Das Scheitern des Irakkriegs, der 2003 begann, trotz des „Sieges“ der USA und dem Sturz des Diktators – wenn man das Chaos betrachtet, das seitdem in der Region herrscht. Und dies ist keine vollständige Liste.“

Auch der amerikanische Historiker der modernen Japan-Geschichte, John Dower, wies darauf hin, dass die positive Darstellung der US-Besatzung Japans und der Atombombenabwürfe später negative Konsequenzen hatte. Er argumentierte, dass Japan wahrscheinlich auch ohne eine US-Invasion kapituliert hätte – vorausgesetzt, die USA hätten die Fortexistenz des Kaisers akzeptiert, was sie letztlich taten.
Dower kritisierte zudem die Bush-Regierung dafür, Japan als einen erfolgreichen Fall der Demokratisierung in einem nicht-westlichen Kontext darzustellen. Er machte geltend, dass dadurch nicht nur die andauernden und oft kontroversen Debatten innerhalb Japans über die Besatzungszeit ignoriert wurden, sondern auch die großen Unterschiede zwischen Japan und dem Irak unerkannt blieben. Trotz dieser Unterschiede versuchte die Regierung, Japan als Modellbeispiel zu nutzen.
Als Beispiel führte Dower an, dass Japan bereits demokratische Entwicklungen durchlaufen hatte, wie die Verabschiedung der Meiji-Verfassung nach der Meiji-Restauration und die Taisho-Demokratie. Er betonte außerdem Japans geographische Isolation als Inselnation, seine lange Geschichte einer gemeinsamen Identität sowie das relative Fehlen tiefgreifender gesellschaftlicher Spaltungen aufgrund von Religion oder Ethnie.
Dieser Trend setzte sich bis 2024 fort, als Lindsey Graham argumentierte, dass, da die Vereinigten Staaten am Ende des Zweiten Weltkriegs zwei Atombomben auf Japan abgeworfen hätten, Israel ebenfalls alle Arten von Bomben im Gazastreifen einsetzen solle. Alex Lo, ein in Hongkong ansässiger Kolumnist, schrieb, dass die amerikanische Führungselite den Verstand verliere und einen amerikanischen Kriegsverbrechen oder Völkermord nach dem anderen anführe, um den israelischen Völkermord zu rechtfertigen. Tim Walberg und Randy Fine teilten diese Sichtweise und äußerten ähnliche Bemerkungen.

## Dokumentarfilme
- Hiroshima, Nagasaki – Atombombenopfer sagen aus. 90 Min. Produktion: ZDF. Ein Dokumentarfilm von Hans-Dieter Grabe. Deutschland 1985.[125]
- Hiroshima – Gebet einer Mutter. 30 Min. Regisseur: Motoo Ogasawara. Produktion: Hiroshima Peace Memorial Museum. Japanischer Titel: (ヒロシマ・母たちの祈り). Japan 1990.[126][127]
- 1945 – Die Bombe. (= 100 Jahre – Der Countdown. Folge 44). 10 Min. Produktion: ZDF. Deutschland 1999.[128]
- Hiroshima. (= Tage, die die Welt bewegten. Staffel 1, Folge 4). 50 Min. Produktion: BBC. Ein Dokumentarfilm von Stephan Walker. Großbritannien 2003.[129]
- Hiroshima – Der Tag danach. 50 Min. Produktion: Tower Productions. USA 2008.[130]
- Nagasaki – Die vergessene Bombe. (= Sekunden vor dem Unglück. Staffel 6, Folge 8). 60 Min. Produktion: National Geographic Society. Deutsche Erstausstrahlung: 29. Juli 2013.[131]
- Count-Down in ein neues Zeitalter: Hiroshima. 94 Min. Produktion: Brook Lapping Productions. Ein Dokumentarfilm von Lucy van Beek. Großbritannien 2014.[132]
- Nagasaki – Warum fiel die zweite Bombe? 45 Min. Produktion: NDR. Ein Dokumentarfilm von Klaus Scherer. Deutschland 2015.[133]
- Als die Sonne vom Himmel fiel – Eine Spurensuche in Hiroshima. 78 Min. Produktion: Ican Films in Kooperation mit dem SRF. Ein Dokumentarfilm von Aya Domenig. Schweiz 2015.[134][135]
- Hiroshima: Der Tag, an dem die Bombe fiel. 60 Min. Produktion: Finestripe Productions. Großbritannien 2015.[136]
- Hiroshima 1945. (= Spuren des Krieges. Folge 4). 44 Min. Ein Dokumentarfilm von Marie Linton und Thibaut Martin. Deutsche Erstausstrahlung: 12. Juni 2016.[137]
- 6. August 1945 – Hiroshima. (= Zahlen schreiben Geschichte. Staffel 1, Folge 8). 26 Min. Ein Dokumentarfilm von Lucie Cariès. Deutsche Erstausstrahlung: 7. April 2018.[138]
- Hiroshima – Chronik einer Tragödie. 58 Min. Postproduktion von Studio Hamburg Synchron GmbH für ZDF-History. Ein Dokumentarfilm von Paul Wilmshurst. Deutsche Erstausstrahlung: 2. August 2020.[139]